# Calvörde
Calvördeⓘ [kalˈføːɐ̯də] ist eine Gemeinde im Landkreis Börde in Sachsen-Anhalt. In der Gemeinde befindet sich eine Außenstelle der Verbandsgemeinde Flechtingen.

## Geografie

### Geografische Lage
Calvörde liegt etwa 37 Kilometer nordwestlich der Landeshauptstadt Magdeburg, 21,5 km ostsüdöstlich von Oebisfelde und 14 km (jeweils Luftlinie) nordwestlich von Haldensleben zwischen Drömling, Colbitz-Letzlinger Heide und dem Flechtinger Höhenzug.
Es grenzt mit seinem Gemeindegebiet an den Altmarkkreis Salzwedel. Durch das am Mittellandkanal liegende Gemeindegebiet fließen die Ohre (mit den Nebenflüssen Wanneweh und Bauerngraben) und die Spetze. Von Norden her ragt der südöstliche Zipfel des Niedermoorgebiets Drömling bis zum Ort Calvörde. Durch das Gemeindegebiet verlaufen westlich bis südlich des Kernorts die bis zu 145,7 m hohen Calvörder Berge, ein etwa von Norden nach Süden ausgerichteter Höhenzug, zu dem unter anderem die Anhöhen Rabenberg, Langer Berg, Strahlenberg und Mörderberg gehören. Der Calvörder Forst befindet sich südlich von Calvörde.

### Nachbargemeinden
|                        | Gardelegen                                  |              |
| Oebisfelde-Weferlingen | Kompassrose, die auf Nachbargemeinden zeigt | Westheide    |
| Flechtingen            | Bülstringen                                 | Haldensleben |

### Gemeindegliederung

Niederschlagsdiagramm Calvörde

Die Gemeinde Calvörde hat folgende Ortsteile:
| - Flecken Calvörde - Berenbrock - Dorst - Elsebeck - Grauingen - Klüden | - Lössewitz - Mannhausen - Velsdorf - Wegenstedt - Zobbenitz |

Des Weiteren gibt es folgende inoffiziellen Bezeichnungen für Ortsteile:
- Hünerdorf
- Neustadt

Als Wohnplätze sind ausgewiesen:
| - Kämkerhorst - Piplockenburg - Kolonie Mannhausen | - Kolonie Langehorst - Kolonie Wegenstedt - Damm-Mühle |

### Klima
Der jährliche Niederschlag beträgt 564 mm. Februar und Oktober sind die niederschlagärmsten Monate. Die meisten Niederschläge gibt es im Juni, Juli und August.

## Geschichte

### Frühgeschichtliche Funde
Der Raum zwischen Elbe und Ohre war in der Frühgeschichte dünn oder gar nicht besiedelt. Erste Spuren für feste Siedlungsplätze für Calvörde und Umgebung finden sich in der Zeit von 600 bis 300 v. Chr. Im Calvörder Ortsteil Wegenstedt wurde ein mit 75 Gräbern belegter Friedhof entdeckt. Er wird der frühgermanischen Jastorfkultur zugerechnet. In dem Waldstück Mörderberg bei Calvörde fand sich ein Urnenfriedhof. Die Urnengruppe war von einem Steinkreis (Stelen) umgeben. Die Gräberfelder lagen auf einer Anhöhe. Stelenkreis und Lage auf einer Anhöhe sind typische Zeichen für die Jastorfkultur. Solche Gräber wurden immer außerhalb der Siedlungsplätze angelegt. Daraus ist zu schließen, dass es schon 300 Jahre v. Chr. in Calvörde einen festen Siedlungsplatz gab, ohne dass man weiß, wo sich dieser befunden hat und wie lange er Bestand hatte.

### Mittelalter

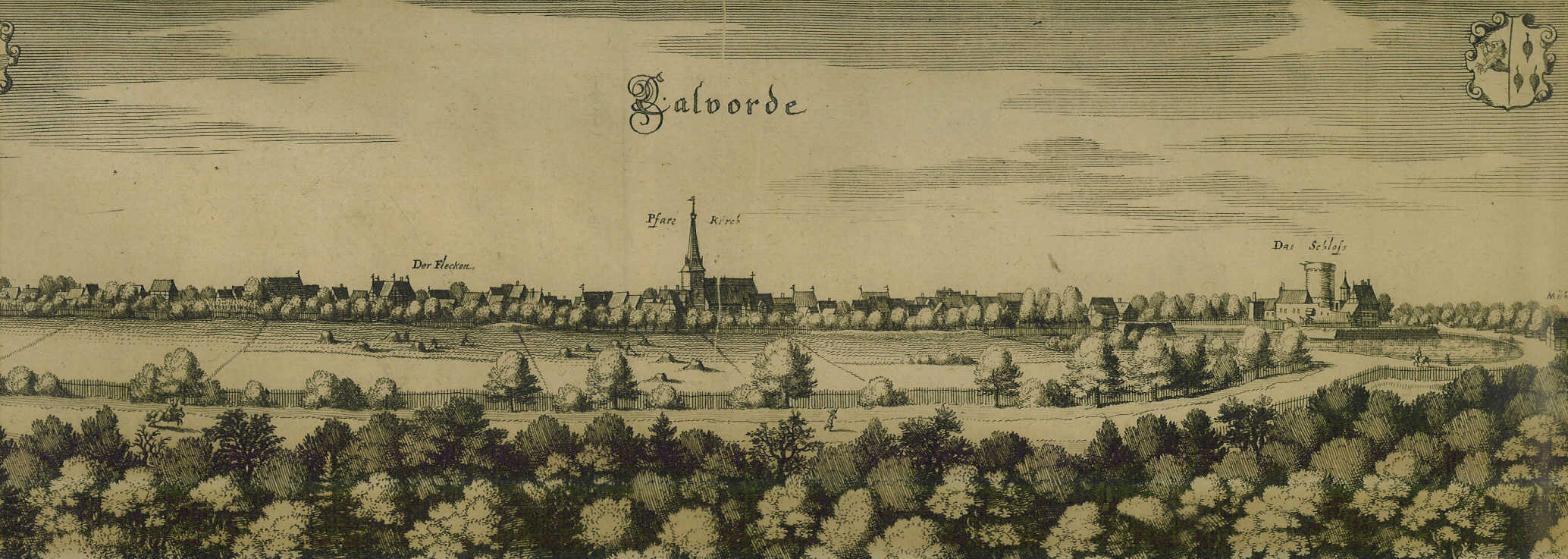
Merian-Stich um 1654, rechts die Burg

Calvörde wurde 1196 erstmals urkundlich  erwähnt. Wo sich heute eine Brücke über die Ohre befindet, gab es eine Furt durch den Fluss. Dort querte die von Südosten kommende und von Leipzig über Magdeburg nach Lüneburg und Hamburg führende Lüneburger Heerstraße den Fluss. Eine zweite Handelsstraße, von Braunschweig kommend, stieß dazu.
Der Leipziger Sprachforscher Jürgen Udolph leitet den Namen ab aus der mittelniederdeutschen Sprachwendung „to der, bi der kalen forde“, „bei der kahlen (wenig bewachsenen) Furt“. Eine örtliche Überlieferung schreibt die Entstehung der Furt einem Mann namens Kale zu, so dass der Name also Kales-Förde (Überfahrtsstelle des Kale) bedeutet.
Im 11. Jahrhundert versuchten die Wenden, den Übergang über die Ohre zu sichern, doch nach der Assimilierung durch die Deutschen im 12. Jahrhundert sicherten die Dynastenfamilien der Ohregegend die Region um Calvörde. Diese Dynastenfamilien nannten sich von Hildesleve, von Amensleve und von Grieben. 1208 starb Otto von Grieben, und die Burg und die Güter gingen an seinen Schwiegersohn Ulrich von Regenstein, dessen Nachkommen sich auch mehrere Jahrhunderte hier aufhielten (darunter auch Albrecht und Heinrich von Regenstein). Die Calvörder Einwohner hatten Gartenzins und Wiesenzins abzugelten sowie einen Teil der Ernte.
Im späten 13. Jahrhundert wurde die Burg Calvörde erstmals erwähnt. Sie wechselte in den folgenden Jahrhunderten mehrfach ihren Besitzer. 1571 wurden Burg und Ort (mit dem Hünerdorf) unter Herzog Julius von Braunschweig Teil des Fürstentums Braunschweig-Wolfenbüttel. Die Burg diente als herzögliches Witwengut. 1737 wurde die baufällig gewordene Burg abgetragen.

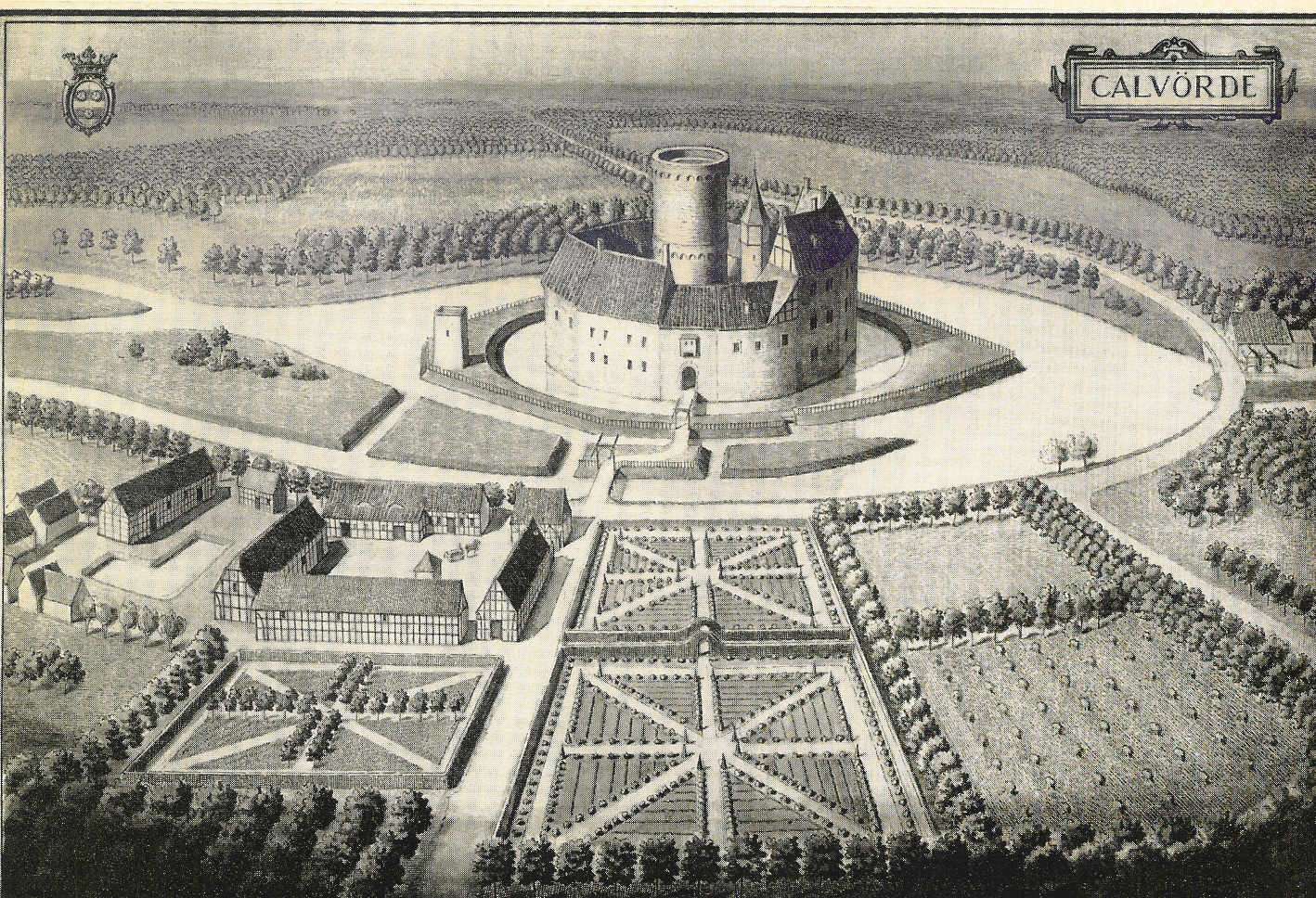
Die Burg Calvörde

Im Jahre 1306 erschien ein Hans von Eilsleve und 1331 ebenso Bruno, Johann und Gebhard, alle genannt Eilsleve, wahrscheinlich alles Lehensträger der Herren von Regenstein. 1318 bis 1344 war Otto der Milde von Braunschweig und 1323 bis 1334 seine Gemahlin Agnes im Besitz der Burg und des Ortes. Ottos Nachfolger war Magnus von Braunschweig. Die Braunschweiger gaben mehreren adligen Familien für längere Zeit die Burg und die Güter als Pfandbesitz ab. 1343 kam Fritz von Wedderden in den Pfandbesitz, und 1357 sein Bruder Gerhard für 1400 Stendalschen Silbers. Beide schenkten 1369 dem Altar der Burgkapelle ein Freihaus an der neuen Stadtbrücke und machten sonstige kirchliche wohltätige Stiftungen in Calvörde.

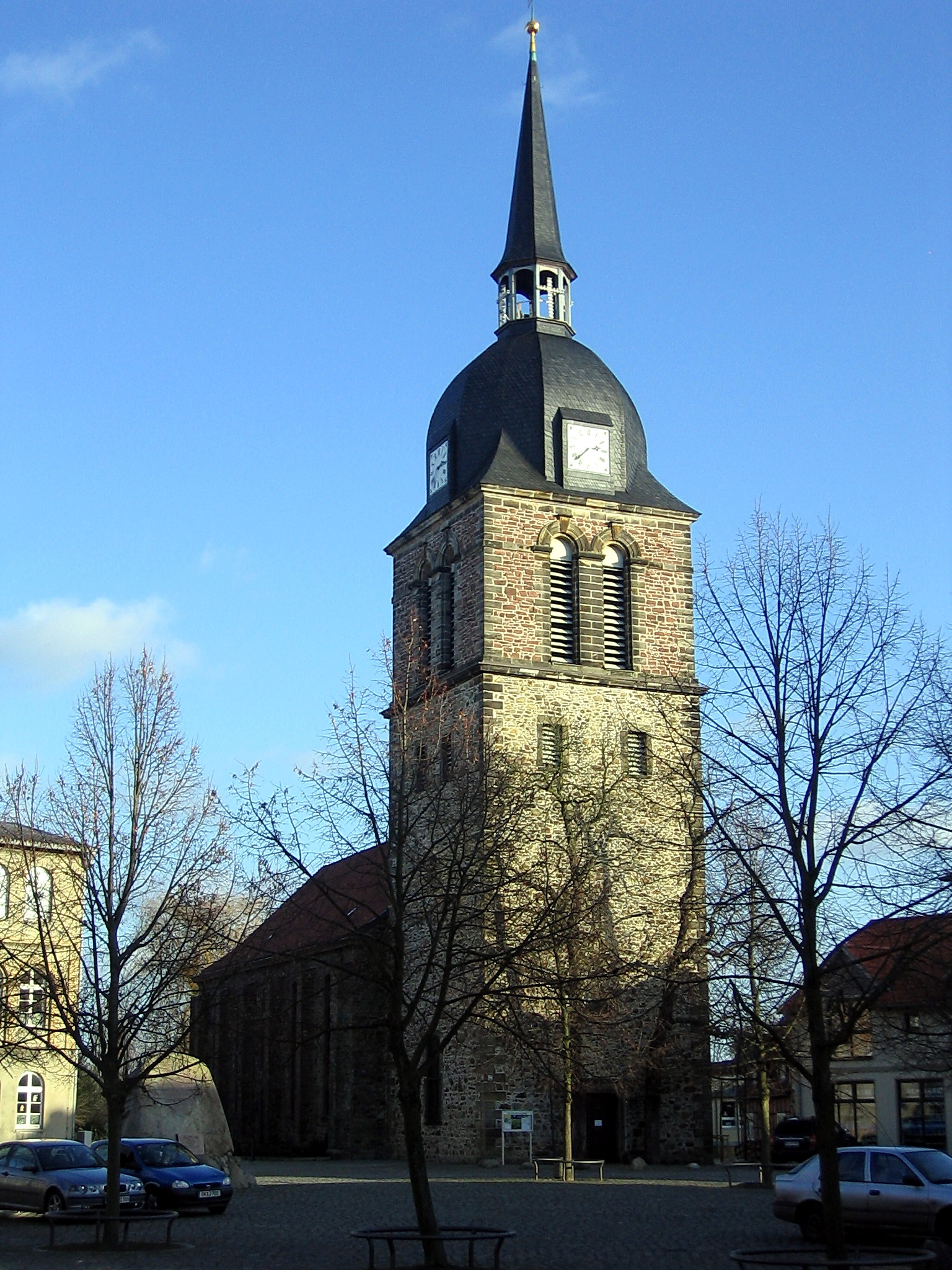
Evangelische St.-Georgs-Kirche

Schon im 14. Jahrhundert hatte Calvörde einige Stadtrechte und war daher von Wallgraben und Hege umgeben. Es gab auch zwei ordentliche Stadttore, das Gardelegener und das Magdeburger Tor. Auch besaß Calvörde 1343 einen Rat, der ein öffentliches Stadtsiegel führte. 1380 erbte der Sohn des Fritz von Wedderden, Gerhard genannt, die Ländereien, auch die seines Onkels Gerhard von Wedderden. 1396 kam Friedrich von Alvensleben in den Besitz der ausgestorbenen Wedderden, somit auch von Calvörde.

### Neuzeit – Reformation – Dreißigjähriger Krieg
Mitte des 15. Jahrhunderts fielen viele kleine Dörfer um Calvörde wüst (Isern, Käsdorf, Ranten, Griebitz und Parwitz), und ihre Einwohner zogen nach Calvörde. Am 4. Juli 1492 brannte der Ort mitsamt der Kirche nieder, wurde aber nebst Kirche wieder aufgebaut. Am 11. Mai 1493 besuchte Herzog Heinrich der Ältere Calvörde und übergab Friedrich von Alvensleben das Patronat der Pfarrkirche in Calvörde (St.-Georgs-Kirche) und der dabei befindlichen Vikarien auf Zeit. 1518 starb Friedrich von Alvensleben und sein Sohn Matthias von Alvensleben erbte seine Güter. Durch seine milde Verwaltung war er sehr beliebt. Die Calvörder Einwohner genossen mehrere Weide- und Holzrechte in den nahen Calvörder Bergen. Zehn Jahre später kam Matthias von der Schulenburg, Gutsherr von Altenhausen, in den Pfandbesitz von Calvörde. Er brachte die Reformation in Calvörde in Gang. 1534 ging der Pfandbesitz an Andreas von Alvensleben, aber auch Ludolf X. von Alvensleben hatte Anteil. Dies währte aber nur bis 1559.
1561 wurde die zuvor aus Holz bestehende Hauptstraße mit Kieselstein gepflastert. 1568 wurde in Calvörde die erste Schule errichtet. 1571 wurden die Burg und der Ort unter Herzog Julius von Braunschweig Teil des Fürstentums Braunschweig-Wolfenbüttel und der Herzog vereinigte es mit seinem unmittelbaren Domänenbesitz (Uthmöden, Zobbenitz, Dorst und Born) um Calvörde. 1585 erteilte Herzog Julius von Braunschweig der Bürgerschaft in Calvörde einen Braugildebrief. Calvörde erhielt einen herzoglichen Amtmann, der viele Aufgaben hatte, darunter die gesamte Verwaltung, Administration der Grundstücke, Holzungen, Jagd und Gerichtsbarkeit. 1677 wurde in Calvörde die Amts-Ökonomie gesondert verpachtet und Forst- und Gerichtsverwaltung allmählich davon getrennt. Die Burg blieb im Besitz der Herzöge von Braunschweig, doch die Meierei und das Vorwerk unweit der Burg wurden zu Wohnungen der Beamten umgestaltet. Herzog Julius von Braunschweig hielt sich oft auf dem Schloss auf. Sein dritter Sohn, Joachim Carl, Dompropst zu Straßburg, lebte von 1608 bis 1615 auf diesem Schloss. Er schenkte der Calvörder Kirche den Altar, die Kanzel, den Taufstein und die Orgel.
Um den Anfang des 17. Jahrhunderts erhielt der Flecken das Privileg zu vier Jahrmärkten, wodurch sich Handel und Wandel dort sehr hoben. Im Dreißigjährigen Krieg (1618–1648) wurde die Burg von kaiserlichen Truppen eingenommen; sie wüteten, raubten und brandschatzten im Amtsgebiet. Viele Einwohner verließen Haus und Hof. Im Herbst 1627 erhielt Calvörde einen kaiserlichen Schutzbrief und einige Truppen wurden von der Burg in den Ort verlegt. Am 29. April 1629 erfolgte die Übergabe des Amtes durch den kaiserlichen Kommissar, Oberst David Becker, Freiherr von der Ehre, an die Herzogin Anna Sophie von Braunschweig. 1635 wurde das nahe Zobbenitz durch kurländische Reiter halb eingeäschert.
1659 starb Herzogin Anna Sophie, und Burg und Amt Calvörde gingen wieder an den Herzog in Braunschweig. Die Burg wurde jetzt mit Militär besetzt. 1783 bis 1796 kam es zur Urbarmachung von Teilen des Drömlings, wobei die neu gewonnenen Flächen zu Weideland wurden.

### Napoleonische Zeit und Restauration
Während der napoleonischen Zeit war Calvörde Hauptort des Kantons Calvörde im Königreich Westphalen (1807–1813); zum Kanton gehörten die Dörfer Wieglitz, Bülstringen, Flechtingen, Hasselburg, Lemsell, Hilgesdorf, Grauingen, Mannhausen, Wegenstedt und Etingen. Mit dem Wiener Kongress wurde Calvörde ein Teil des neugegründeten Herzogtum Braunschweig. 1809 wurde der Ort Hünerdorf nach Calvörde eingemeindet. 1814 wurde Calvörde mit dem Kreisamt Vorsfelde verbunden. 1827 entstand ein eigenes Kreisamt Calvörde.
In Calvörde waren viele Handwerke vertreten. Es gab Schuster, Zimmerleute, Tischler, Schneider, Hufschmied, Schlosser, Stellmacher und Drechsler. Um 1831 waren in Calvörde 24 Bierbrauer und elf Branntweinmeister ansässig. Der Ort hatte sich soweit entwickelt, dass ein Eisenbahnanschluss nötig wurde. 1891 wurde das Projekt einer Eisenbahnlinie Neuhaldensleben-Gardelegen-Salzwedel vorgestellt, an die Calvörde angebunden werden sollte. Dieser Plan wurde nicht umgesetzt.
Zur Geschichte der Juden in Calvörde siehe: Jüdische Gemeinde Calvörde

### Zweites Deutsches Kaiserreich und Erster Weltkrieg

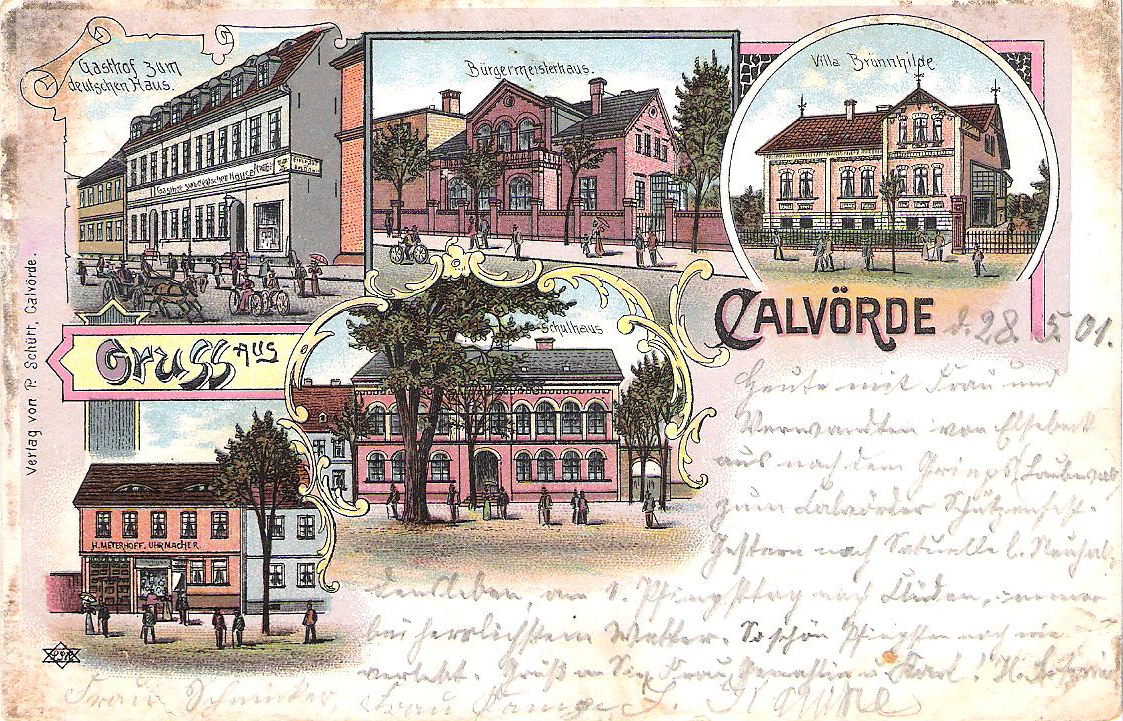
Postkarte aus dem Jahr 1901

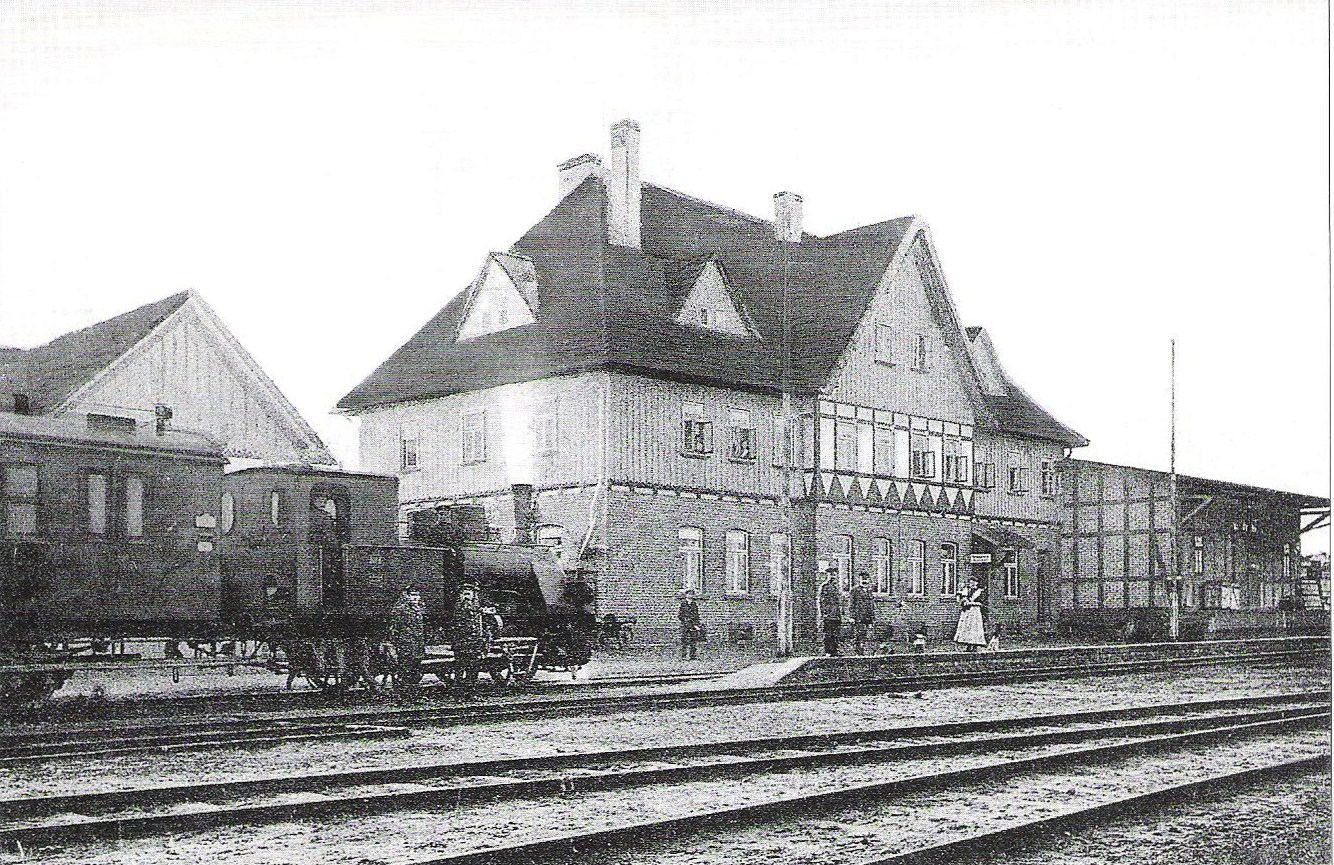
Bahnhof Calvörde um 1908

Mit dem Friedensschluss nach dem Deutsch-Französischen Krieg am 18. Januar 1871 wurde an vielen Orten Bäume gepflanzt; in Calvörde wurden im Dreieck drei Bäume auf dem Zimmerplatz gepflanzt, sie sollen künftige Generationen von den vollbrachten Zeiten erzählen. 1873 brach eine Cholera-Epidemie aus, der viele Einwohner zum Opfer fielen. 1890 wurde eine Aktien-Stärkefabrik, welche die einzige im Braunschweiger Lande war, erbaut. Am 25. Juli 1900 wurde das 50-jährige Bestehen des Calvörder Schützenvereins gefeiert. Eine Badeanstalt wurde am 23. Juni 1902 eröffnet. Seit Jahren (ab 1894) bemühte man sich, einen Bahnanschluss an die Staatsbahnstrecke Magdeburg-Oebisfelde zu bekommen. Die Gemeinde sah sich veranlasst, eine eigene Kleinbahn Richtung Wegenstedt zu erbauen. Die Inbetriebnahme erfolgte am 1. Oktober 1909. 1910 wurde in einer Gemeinderatssitzung beschlossen, das jährlich vier große Jahr- und Viehmärkte stattfinden werden, und dass jeden Montag ein Wochenmarkt abgehalten werden darf. Das wohl größte Ereignis in der Zeit des deutschen Kaiserreichs war die Hundertjahrfeier in Calvörde am 9. März 1913. Feierlich wurde auf dem Marktplatz der 22 Tonnen schwere Gedenkstein aufgestellt. Er soll an die Nationale Befreiung von 1813 erinnern. Mit dem Ausbruch des Ersten Weltkrieges änderte sich das Leben nur geringfügig. Der Krieg war weit weg, doch der Männermangel wurde spürbar, die Arbeiten auf den Feldern mussten Frauen erledigen, Hungersnöte breiteten sich gegen Ende des Krieges in Calvörde aus.

### Weimarer Republik, Nationalsozialismus und Zweiter Weltkrieg

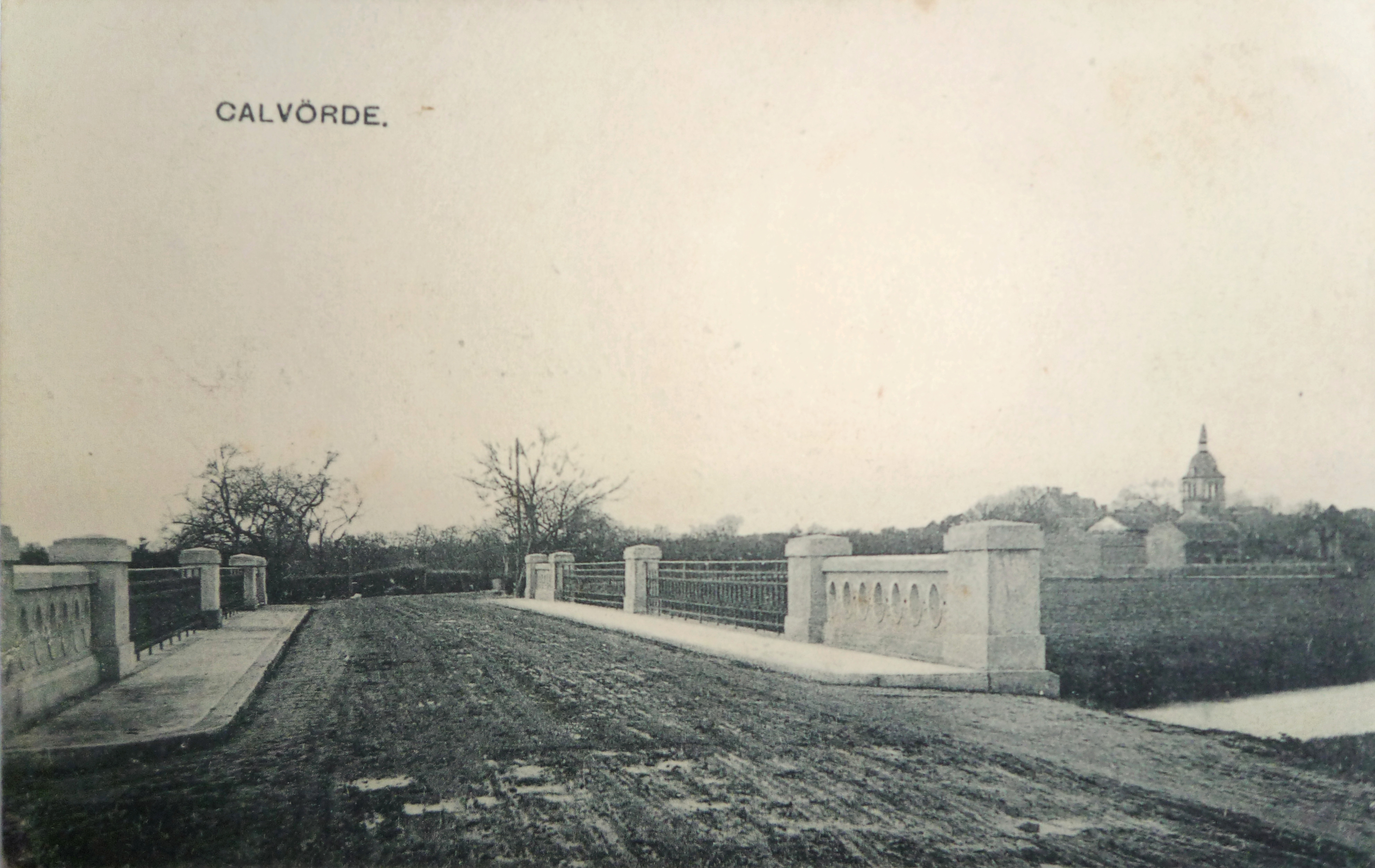
Die weiße Ohrebrücke in Calvörde (um 1918)

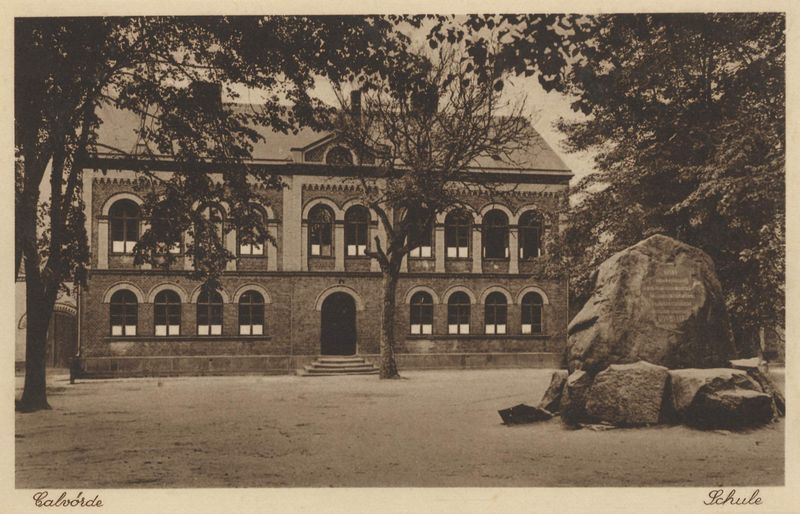
Marktplatz mit Schule und Findling

Nach der Novemberrevolution 1918 gehört Calvörde zum Freistaat Braunschweig. Das Leben in Calvörde änderte sich kaum, in den 20 Jahren gab es jeden Montag einen Rinder- und Schweinemarkt. Doch mit dem Nationalsozialismus endete das Marktleben in Calvörde. Calvörde hatte in den 1920er und 1930er Jahren ein vielseitiges und reichhaltiges Vereinsleben. So wurde das Schützenfest immer groß im Forstort Grieps gefeiert. 1935 bekam der Ort eine Wasserleitung mit sehr guter Wasserqualität, vorher hatte jedes Haus seinen eigenen Brunnen auf dem Hof. 1922 wurde auf dem Friedhof ein Kriegerdenkmal nach den Plänen von Professor Lüpke aus Braunschweig errichtet. 1927 erfolgt der Bau der Friedhofskapelle. Am 17. Februar 1924 veröffentlichte der Ortschronist August Oppermann das Calvörder Heimatlied Calvörde, am lieblichen Ohrestrand. Im März 1934 wurde mit dem Bau der Teilstrecke des Mittellandkanals bei Calvörde begonnen, schon 1935 wurde ein Umschlaghafen errichtet. Jetzt übernahmen Frauen wieder die Männerarbeiten auf dem Felde und in den unterschiedlichen Fabriken wie in der Stärkefabrik und der Konservenfabrik Herms. Im Frühjahr 1945 kamen die Alliierten (Briten und US-Amerikaner) aus Richtung Wegenstedt und Flechtingen; der Versuch, die Haldensleberbrücke zu sprengen, um die Alliierten aufzuhalten, wurde durch Calvörder vereitelt. Calvörde wurde eingenommen und der Marktplatz wurde Sammellager der Alliierten.

### Nachkriegszeit, DDR und Wiedervereinigung
Nach den Beschlüssen des 1. EAC-Zonenprotokolls aus dem Jahre 1944 und dem Potsdamer Abkommen gehörte die braunschweigische Exklave Calvörde in Zukunft zur Provinz Sachsen der Sowjetischen Besatzungszone. Die Rote Armee zog in Calvörde ein und nahm sich Vieh, Nahrung und Baumaterial vom Volk. Sie baute im Calvörder Forst kleine Bunker, die heute noch stehen. An der ehemaligen Südgrenze nach Wieglitz wurde ein großes Tor errichtet, angebracht wurde am höchsten Punkt ein Roter Stern. Mit der Bodenreform 1946 änderte sich das Leben in Calvörde schlagartig, Flüchtlinge mussten aufgenommen werden. Calvörde wurde dem Landkreis Gardelegen zugeordnet und später dem Kreis Haldensleben. Das Leben normalisierte sich, 1952 wurden zwei Niederlassungen der VEAB (Volkseigener Aufkaufbetrieb) gegründet. 1951 wurde für die stark angestiegene Zahl der Katholiken eine katholische Kirche erbaut, ebenso entstanden die Konsumgenossenschaft Calvörde (1954) und eine Handelsorganisation (1958). Eine LPG wurde gegründet. 1955 wurde das Kino von Grund auf saniert. 1967 wurde die Kleinbahnstrecke stillgelegt und eine Omnibusverbindung eingerichtet. Der Forstort Grieps wurde zum Naherholungsgebiet im Bezirk Magdeburg. Am 8. Januar 1990 kam es in Calvörde zu einer Demonstration der Arbeiter. Am 6. Mai wurde zum ersten Mal in Calvörde eine freie und geheime Kommunalwahl durchgeführt; die CDU erhielt sechs Sitze und die SPD erhielt fünf Sitze im Calvörder Gemeinderat. Die evangelischen Kirchengemeinden gehören seit der Wiedervereinigung wieder zur Braunschweigischen Landeskirche. Ein Jahr nach der Wiedervereinigung wurde ein Gedenkstein zur Deutschen Einheit auf dem ehemaligen Bahnhofsvorplatz errichtet. Seit dem 16. April 2002 führt die Gemeinde Calvörde offiziell den Namenszusatz Flecken.

### Historische Flurnamen und Wüstungen
Es gibt eine große Anzahl historischer Flurnamen in der Gemarkung von Calvörde, wie zum Beispiel: Teufelsküche, Bullenkuhle, Kälberwiese, Die Koly, Groß- und Klein Ranten, Große- und Kleine Stemmwiese, Hünerdorfer Kabeln, Büchenberg, Ruboldswinkel, Hinter dem Parwitz, Kleines Milchfeld, Holzgärten, Galgenbreite, Fillemaschbreite, Vogelsang, In den Glockenkuhlen, Hopfendämme, Die Dammjuch und Schadwiesen, Auf und vor der Dorfstelle, Auf der Rühme, Sponstädtwiesen, Am Holzgraben, Am Drastin, In der Räke, Märtenbreite, Am Hauptwachenber, Siechenbreite, Ochsenbreite, Fehn.
Forstflure: Isernhagen, Calvörder Berge, Griebs, Schierholz, Rantenhorst, Rohrberg.
Wüstgefallene Dörfer in der Calvörder Feldmark, auf die teilweise Flurnamen zurückgehen: Isernhagen, Parwitz, Kästorf, Griebitz, Ranten.

### Eingemeindungen
Am 1. Januar 2010 wurde die Gemeinde Calvörde aus den ehemaligen Gemeinden Berenbrock (mit Lössewitz und Elsebeck), Dorst, Grauingen, Klüden, Mannhausen, Velsdorf, Wegenstedt, Zobbenitz und dem Flecken Calvörde neu gegründet.

### Namensentwicklung
| Jahr             | 1196        | 1270       | 1343      | 1345                         | Heute    |
| veränderter Name | Kollenvorde | Kalenvorde | Calvoerde | Kalevort, Kalvorde, Calevort | Calvörde |

### Einwohnerentwicklung
| Jahr | Einwohner |
| ---- | --------- |
| 1895 | 2.058     |
| 1900 | 2.027     |
| 1905 | 2.151     |
| 1910 | 2.142     |
| 1933 | 2.150     |
| 1939 | 2.125     |
| 1945 | 2.800     |
| 1952 | 2.950     |
| 1955 | 2.441     |
| 1958 | 2.245     |
| 1959 | 2.213     |
| 1970 | 2.235     |

| Jahr              | Einwohner |
| ----------------- | --------- |
| 3. Oktober 1990   | 1.781     |
| 31. Dezember 1995 | 1.746     |
| 31. Dezember 2000 | 1.784     |
| 31. Dezember 2001 | 1.780     |
| 31. Dezember 2002 | 1.790     |
| 31. Dezember 2003 | 1.766     |
| 31. Dezember 2004 | 1.764     |
| 31. Dezember 2005 | 1.775     |
| 31. Dezember 2006 | 1.777     |
| 31. Dezember 2017 | 3.463     |

Einwohnerentwicklung von Calvörde von 1900 bis 2017 nach nebenstehender Tabelle

Quellen: Chronik der Stadt, Statistisches Landesamt, EKM

## Politik

### Gemeinderat
Laut der Kommunalwahl am 26. Mai 2019 hat der Gemeinderat 16 Mitglieder. Die Wahl brachte folgendes Ergebnis:
| Gemeinderat von Calvörde | Gemeinderat von Calvörde | Gemeinderat von Calvörde | Gemeinderat von Calvörde |
| Liste                    | Liste                    | Liste                    | Sitze                    |
| ------------------------ | ------------------------ | ------------------------ | ------------------------ |
|                          |                          | Freie Wählergemeinschaft | 8                        |
|                          |                          | CDU                      | 4                        |
|                          |                          | SPD                      | 2                        |
|                          |                          | Die Linke                | 1                        |
|                          |                          | FDP                      | 1                        |
| Stand: 26. Mai 2019      |                          |                          |                          |

Weiteres Mitglied des Gemeinderates und dessen Vorsitzender ist der Bürgermeister.

### Bürgermeister

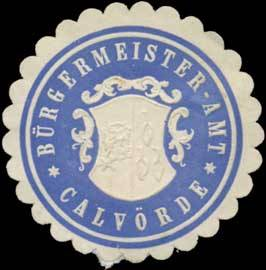
Siegelmarke des Bürgermeister-Amtes von Calvörde

- Olaf Schmidt 2010
- Volkmar Schliephake 2010–2024[13]
- Hubertus Nitzschke 2024-[14]

### Wappen
Das Wappen wurde am 10. Juni 2010 durch den Landkreis genehmigt.
Blasonierung: „In Gold ein schräglinker blauer Wellenbalken, begleitet oben von einem grünen Weidenzweig, unten von einem grünen Eichenzweig mit Eicheln.“
Das Wappen wurde vom Kommunalheraldiker Jörg Mantzsch gestaltet und ins Genehmigungsverfahren geführt. Es knüpft mit seiner Symbolik an das Wappen der ehemaligen Verwaltungsgemeinschaft Calvörde an. Änderungen bestehen in der goldenen Tinktur des Schildes wie in der Wandlung des blauen Balkens zum Wellenbalken.
Die Farben der Gemeinde sind Grün – Gold (Gelb).

### Flagge
Die Flagge der Gemeinde ist grün – gelb (1:1) gestreift (Querform: Streifen waagerecht verlaufend, Längsform: Streifen senkrecht verlaufend) und mittig mit dem Gemeindewappen belegt.

### Wappen und Flagge des Ortsteils Calvörde

Wappen von Calvörde

Das Wappen wurde am 10. Dezember 1993 durch das Regierungspräsidium Magdeburg genehmigt.
Blasonierung: „Gespalten von Rot und Gold; vorn ein aus dem Spalt hervorschreitender goldener Löwe, hinten drei (1:2) grüne Hopfendolden.“
Calvörde gehörte zu den wenigen Landgemeinden, die ein eigenes Wappen führten. Es zeigt den braunschweigischen Löwen und drei grüne Hopfendolden. Das weist darauf hin, dass es hier früher Hopfenanbau und -handel gab.
Die Flagge wurde am 5. Februar 1996 durch das Regierungspräsidium Magdeburg genehmigt und von Magdeburger Kommunalheraldiker Jörg Mantzsch gestaltet.
Die Flagge des Ortsteils Calvörde ist Gelb - Rot längsgestreift und mittig mit dem Ortsteilwappen belegt.

## Wirtschaft und Infrastruktur

### Verkehr

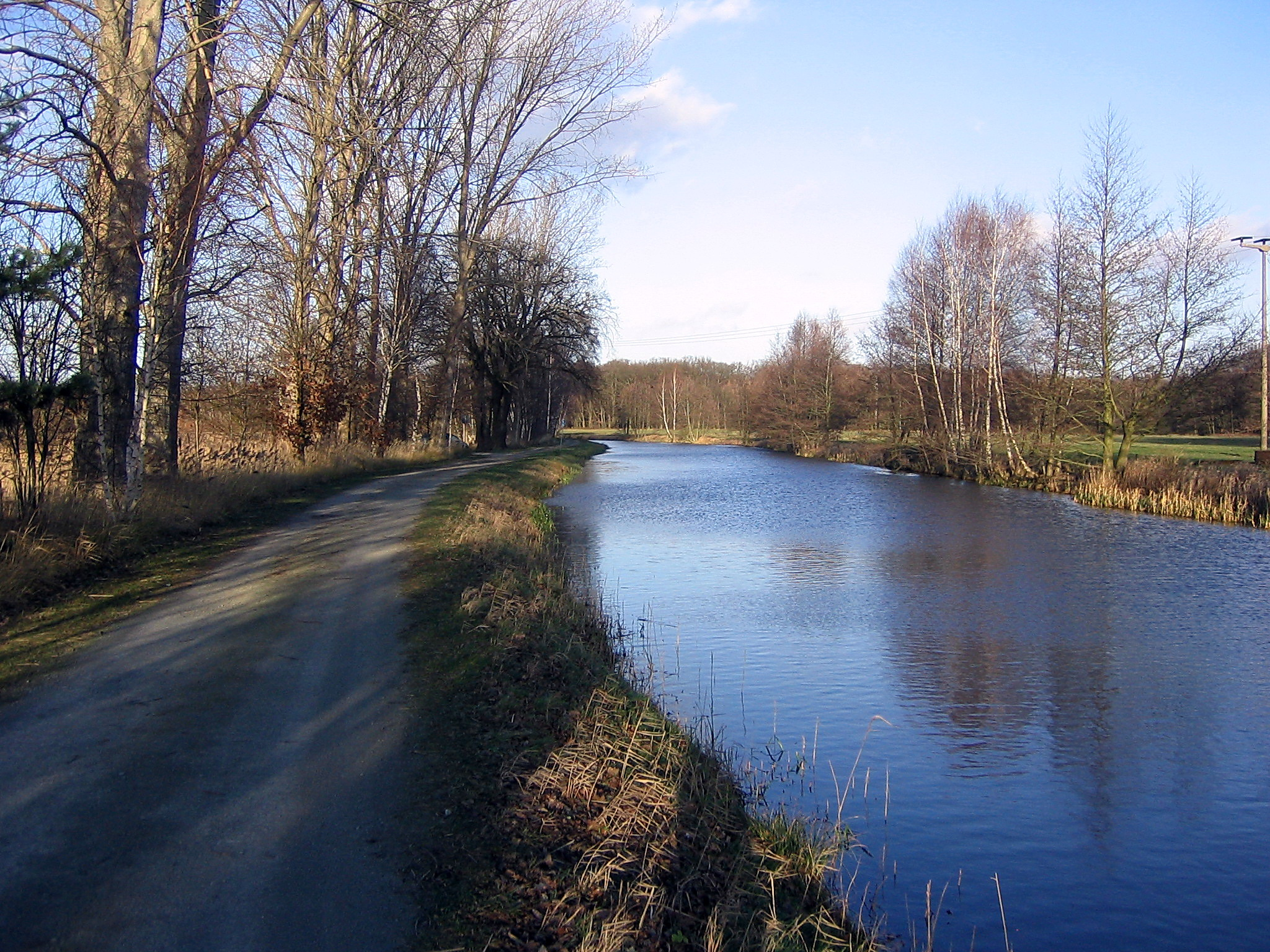
Die Ohre bei Calvörde

Calvörde ist durch Landesstraßen mit Oebisfelde, Gardelegen, Haldensleben und Erxleben verbunden.
Bis 1966 verkehrten Personenzüge der Kleinbahn Wegenstedt–Calvörde nach Calvörde (siehe: Bahnhof Calvörde). Der Güterverkehr auf dieser Strecke wurde 1967 eingestellt.
In Calvörde kreuzen sich die von West nach Ost führende L24 und die von Süd nach Nord führende L25 (Altmarkzubringer). Die Kreisstraßen K 1140 und K 1141 führen von Calvörde aus nach Lössewitz, Zobbenitz, Klüden, Dorst und die K 1651 nach Velsdorf und Mannhausen.
Durch Calvörde verläuft der Mittellandkanal, eine der wichtigsten Wasserstraßen in Sachsen-Anhalt. Für die Berufsschifffahrt befindet sich der Hafen Calvörde mit Wendebucht in der Nähe des Ortszentrums. Südöstlich, etwas außerhalb, in Richtung des Naherholungsgebietes Grieps, besteht seit 2013 eine kleine Marina für die Freizeitschifffahrt.

### Verkehrsanbindung
Im Ortsteil Wegenstedt gibt es einen Haltepunkt (siehe: Bahnhof Wegenstedt), der von Regionalbahnen der Linie Magdeburg–Wolfsburg im Stunden- bzw. Zweistundentakt bedient wird. Der Bahnhof Calvörde und die Kleinbahn Wegenstedt–Calvörde sind stillgelegt. Der Busverkehr in Calvörde wird durch zwei Verkehrsbetriebe erbracht: Die PVGS Personenverkehrsgesellschaft Altmarkkreis Salzwedel mbH fährt von Klötze über Calvörde nach Magdeburg, die BördeBus Verkehrsgesellschaft mbH fährt Orte in der näheren Umgebung an.

### Gewerbeansiedlung nach 1990
Calvörde hat schon 1991 auf gemeindeeigenem Gelände ein 45 Hektar großes Gewerbegebiet erschlossen, davon sind etwa 90 Prozent belegt. Die weltweit agierende Sondermaschinenbau Calvörde GmbH ist aus einem staatlichen Forstmaschinenhersteller, später Rationalisierungsmittelbau, hervorgegangen (erste GmbH im neuen Bundesland Sachsen-Anhalt 1990). Zu den rund 700 Industriebeschäftigten kommen noch etwa 300 Beschäftigte in anderen Wirtschaftszweigen hinzu. Rund 350 Einpendler sind in Calvörde tätig.

### Ansässige Unternehmen

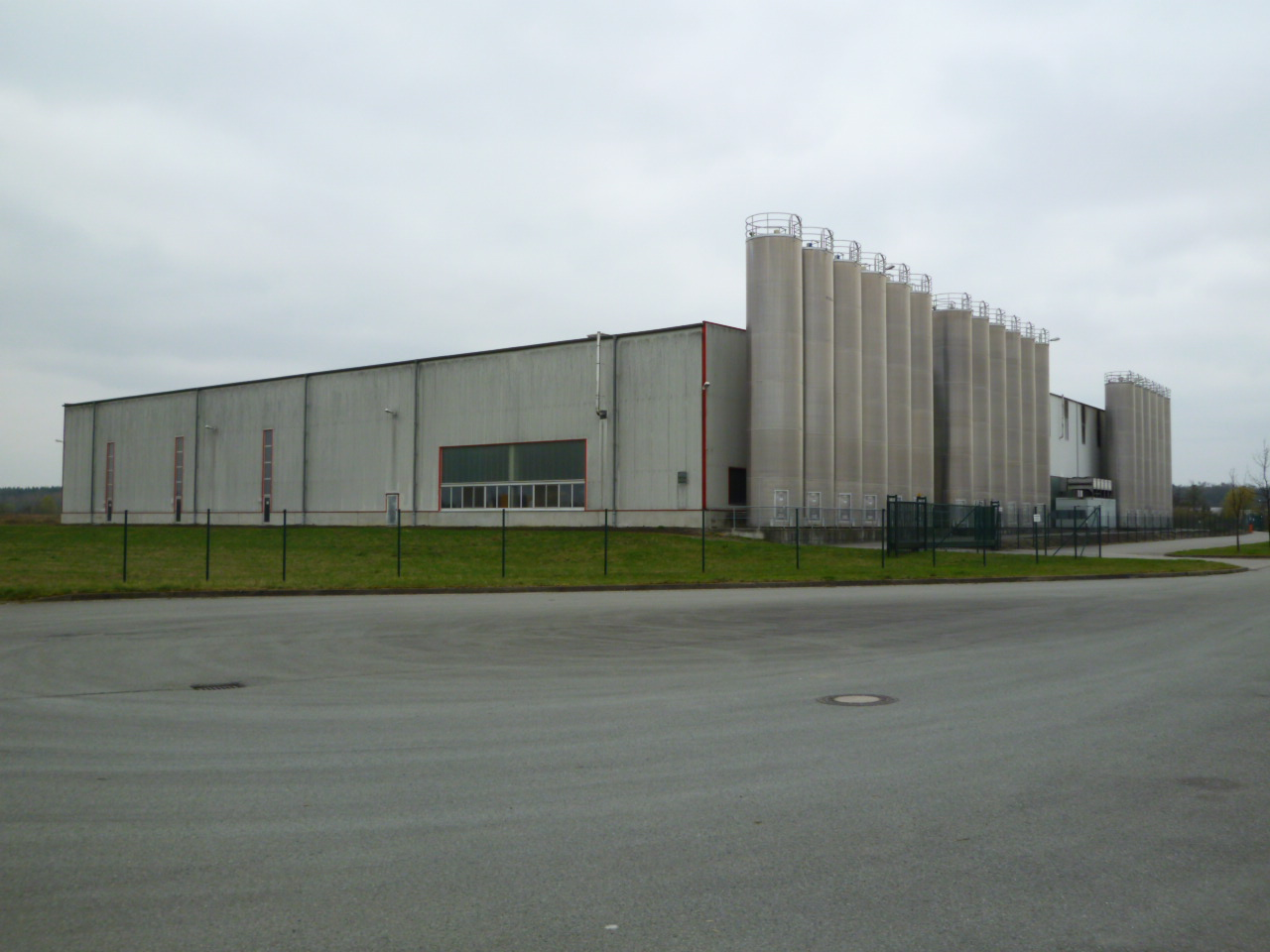
HATEFO Produktionsges. mbH

Es sind rund 130 Gewerbeanmeldungen, von Einzelunternehmen bis hin zu mittelständischen Unternehmen, vertreten.
Die größten Betriebe sind:
- HATEFO Produktionsges. mbH
- Rademacher Transport GmbH, Speditionen und Logistik
- Refresco Deutschland, Getränkeherstellung (Sitz in Mönchengladbach)
- SM Calvörde Sondermaschinenbau Calvörde GmbH & Co. KG[19]

### Bildung
Es gibt zwei staatliche Schulen:

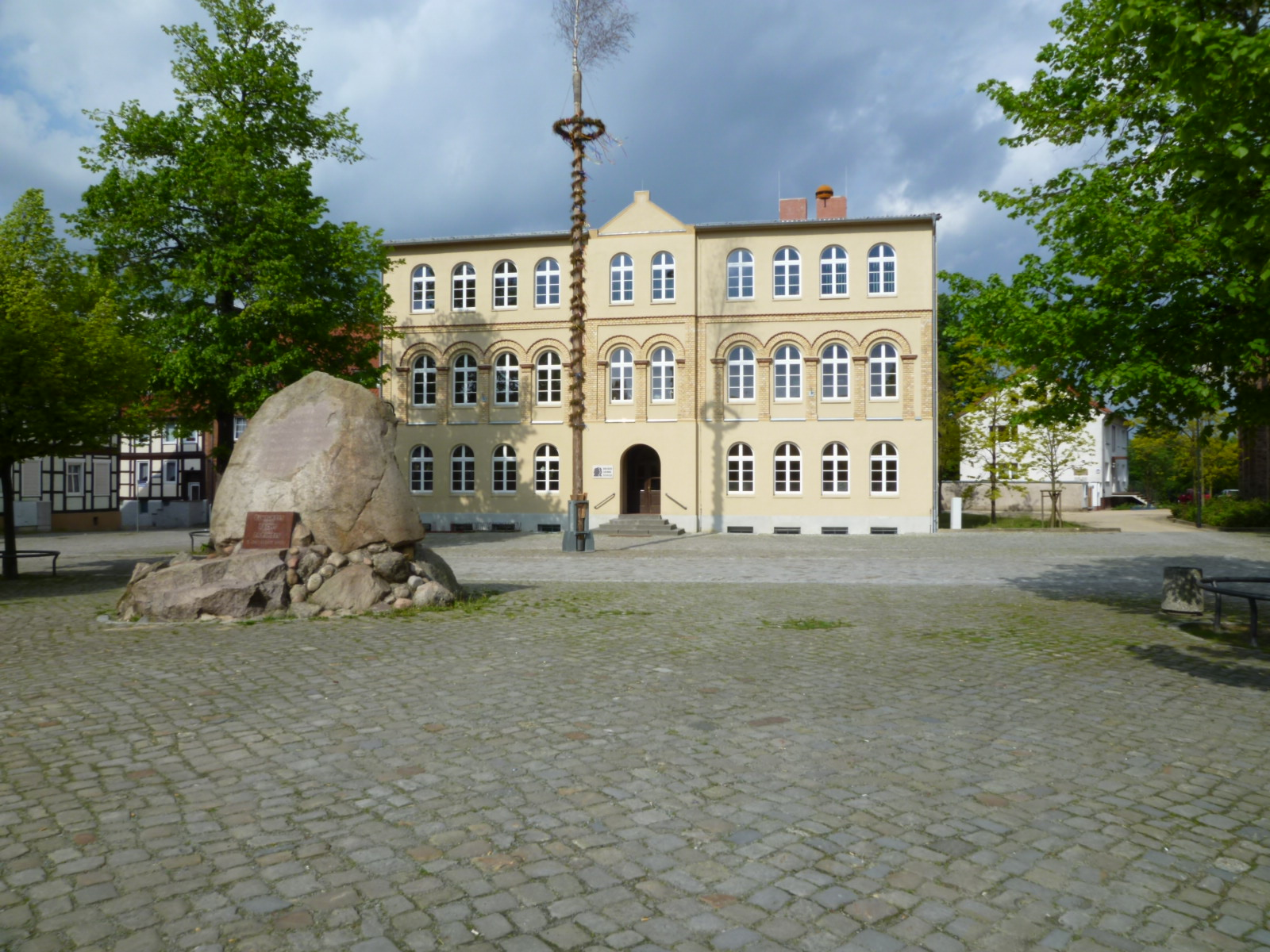
Sekundarschule, Brüder-Grimm-Schule

- Sekundarschule: Brüder-Grimm-Schule[20]
- Grundschule: „Am Wald“ in Wegenstedt[21]

Außerdem gibt es noch eine große Anzahl an ehemaligen Schulen, diese Schulgebäude werden heute größtenteils als Wohnhaus genutzt oder als Dorfgemeinschaftshaus in den Ortsteilen.
Das sind im Einzelnen die Schulgebäude Schulhaus Mannhausen, Schulhaus Grauingen, Schulhaus Zobbenitz und das Schulhaus Klüden.

### Kindertageseinrichtungen
In Calvörde gibt es drei Kindertageseinrichtungen (Kinderkrippen und Kindergärten) für die Altersgruppe von 0 bis 6 Jahre. Es stehen zwei in kommunaler (Kindergarten „Spetzenpieper“ in Wegenstedt, Kindergarten „Eichkätzchen“ in Zobbenitz) und eine in freigemeinnütziger Trägerschaft (Integrative Kindertagesstätte Calvörde) zur Verfügung.
Zusätzlich gibt es in der Gemeinde drei Schulhorte, in Calvörde, Wegenstedt und in Zobbenitz.

### Landkinderhaus
In der zur Jugendhilfe (Kinderheim) gehörende Einrichtung gehören derzeit um die zehn Kinder der Altersklasse 10 bis 17 an. Das Landkinderhaus befindet sich im Süden des Ortsteils Wegenstedt.

### Medien
Als Tageszeitung erscheint die Gardelegener, Magdeburger oder Haldensleber Volksstimme und die Gardelegener Altmark Zeitung als Lokalausgabe. Der General-Anzeiger erscheint einmal wöchentlich als Wochenendzeitung. Ebenfalls erscheinen der Haldensleber und Wolmirstedter Sonntag jeweils einmal wöchentlich. Monatlich erscheint die Bürger-BZ-Zeitung.

## Sehenswürdigkeiten

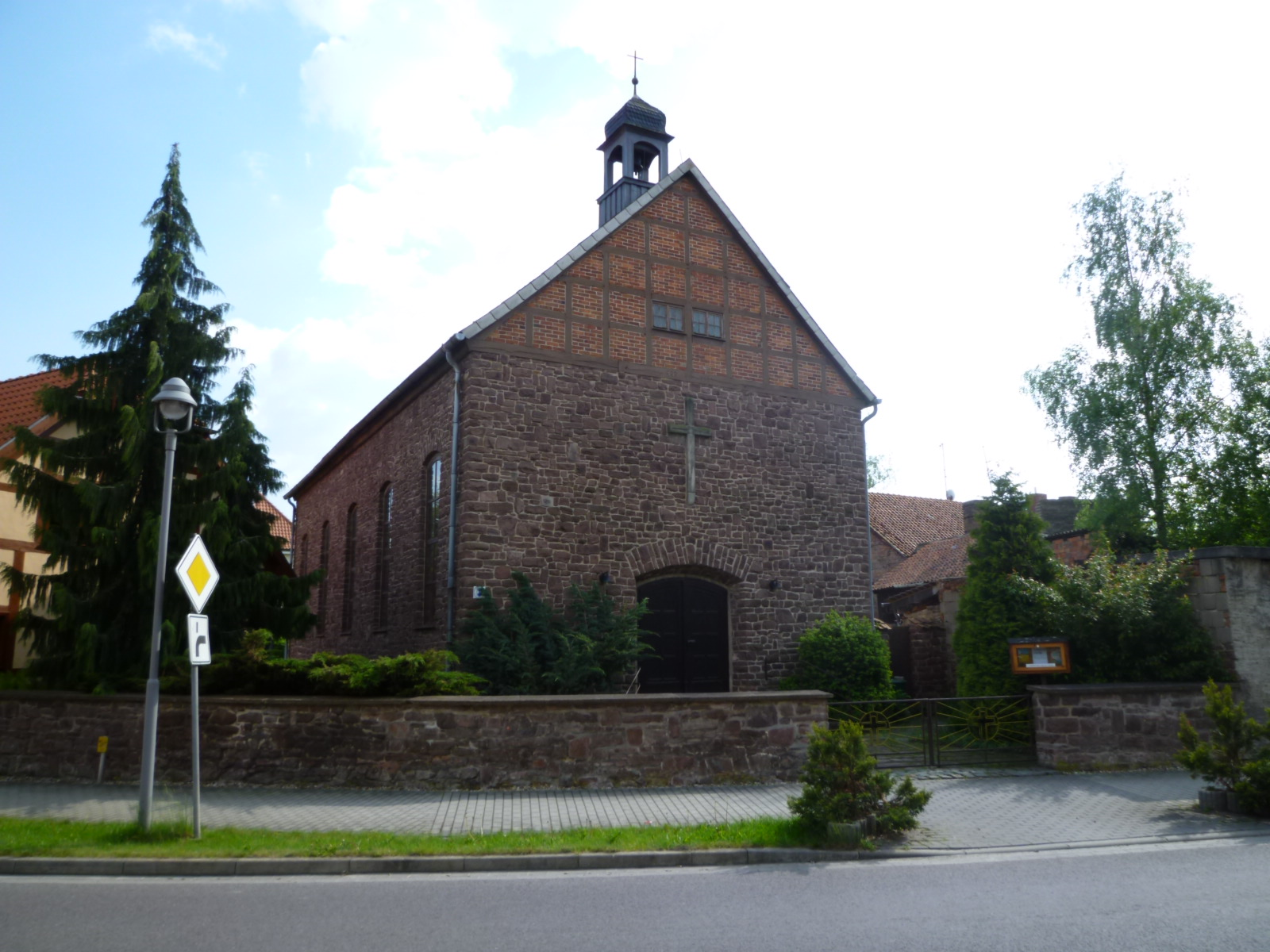
Katholische Heilig-Kreuz-Kirche

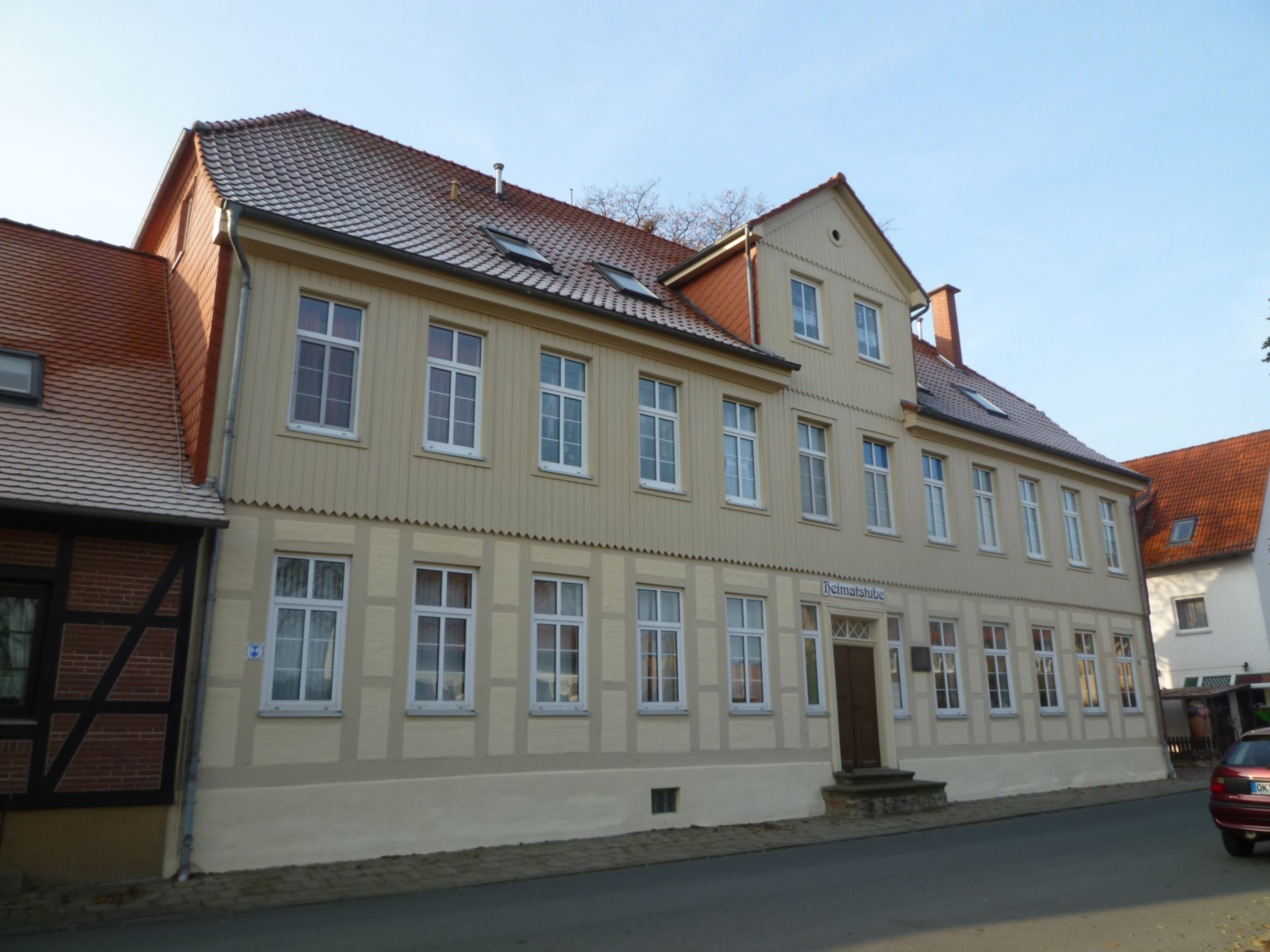
Geburtshaus des Wilhelm von Bode, Heimatmuseum und ehemaliges Amtsgericht

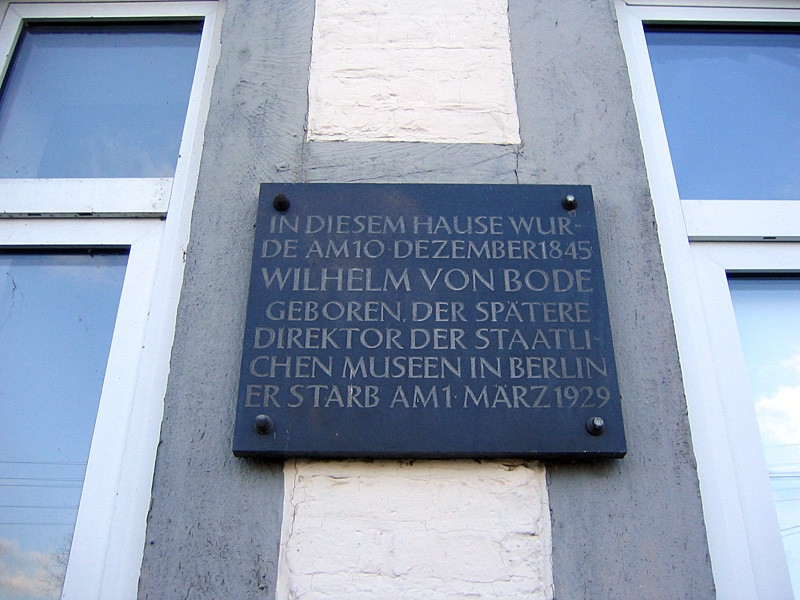
Gedenktafel an der „Heimatstube“

### Kirchen
- Evangelische St.-Georgs-Kirche als barocke Kirche von 1729. Sehenswert sind die barocke Orgel und zahlreiche Epitaphe sowie Grabsteine. Sie ist die Hauptkirche des Kirchspiels Calvörde.
- Katholische Heilig-Kreuz-Kirche von 1951, gehört heute zur Pfarrei St. Christophorus mit Sitz in Haldensleben
- Dorfkirche Wegenstedt, gehört zur Evangelischen Kirche in Mitteldeutschland (EKM)
- Dorfkirche Elsebeck, gehört zum Kirchspiel Calvörde und damit zur Braunschweigischen Landeskirche
- St.-Anna-Kirche, die älteste Fachwerkkirche in der Gemeinde, gehört zur Braunschweigischen Landeskirche

### Bauwerke
- Synagoge in Calvörde, befindet sich in der Neustadtstraße
- Löwen-Apotheke Calvörde, wurde 1669 gegründet und zählt zu den ältesten Apotheken im Landkreis, das denkmalgeschützte Gebäude steht in der Geschwister-Scholl-Straße
- St.-Georg-Hospital Calvörde Das erste Hospital wurde am Burghof errichtet, nach dem Brand von 1700, wurde auf dem ehemaligen Friedhof im Hünerdorf, heute Geschwister-Scholl-Straße 45, das neue Hospital erbaut.
- Reste der Burg Calvörde
- Fachwerkbauten am Marktplatz Calvörde
- Friedhofskapelle Calvörde aus dem Jahr 1927
- Temps Mühle, Turmholländer-Windmühle (konisch) aus dem Jahr 1857
- Das Schloss Dorst entstand 1922–1923 durch die Gutsbesitzer Paul und Margarete Fischer
- Der Taubenturm in Dorst, ein Bauwerk aus der Mitte des 19. Jahrhunderts
- Zu den ältesten Gebäuden gehört die Ackerbürgerhöfe Halbemondstraße 1 und Halbemondstraße 6 und die ehemalige Försterei Calvörde, dieser Gebäudekomplex steht heute unter Denkmalschutz und war einst der Sitz des Forstreviers in den Grenzen des Amt Calvörde
- Das im Jahr 1907 errichtete Empfangsgebäude des Bahnhofs Calvörde steht unter Denkmalschutz und befindet sich in der Bahnhofstraße; gegenüber steht ein Einheitsdenkmal von 1990
- Karl-Liebknecht-Haus (Calvörde), ein denkmalgeschütztes und geschichtlich bedeutsames Bauwerk für Calvörde und Umland in der Zeit der Deutschen Teilung
- Schwesternhaus (Calvörde), eine historische Sozialstation
- Haus der Begegnung (Calvörde), historische Sozialstation und heutiger kultureller Sammelpunkt innerhalb der Gemeinde
- Amtsgericht Calvörde, war Geburtshaus des Kunsthistorikers und Museumsfachmanns Wilhelm von Bode und ist heute das Museum des Heimatvereins Calvörde e. V.
- Vibranssches Haus, war das Wohnhaus des Bürgermeistergeschlecht Vibrans, sie stellten über Jahrhunderte den Bürgermeister von Calvörde

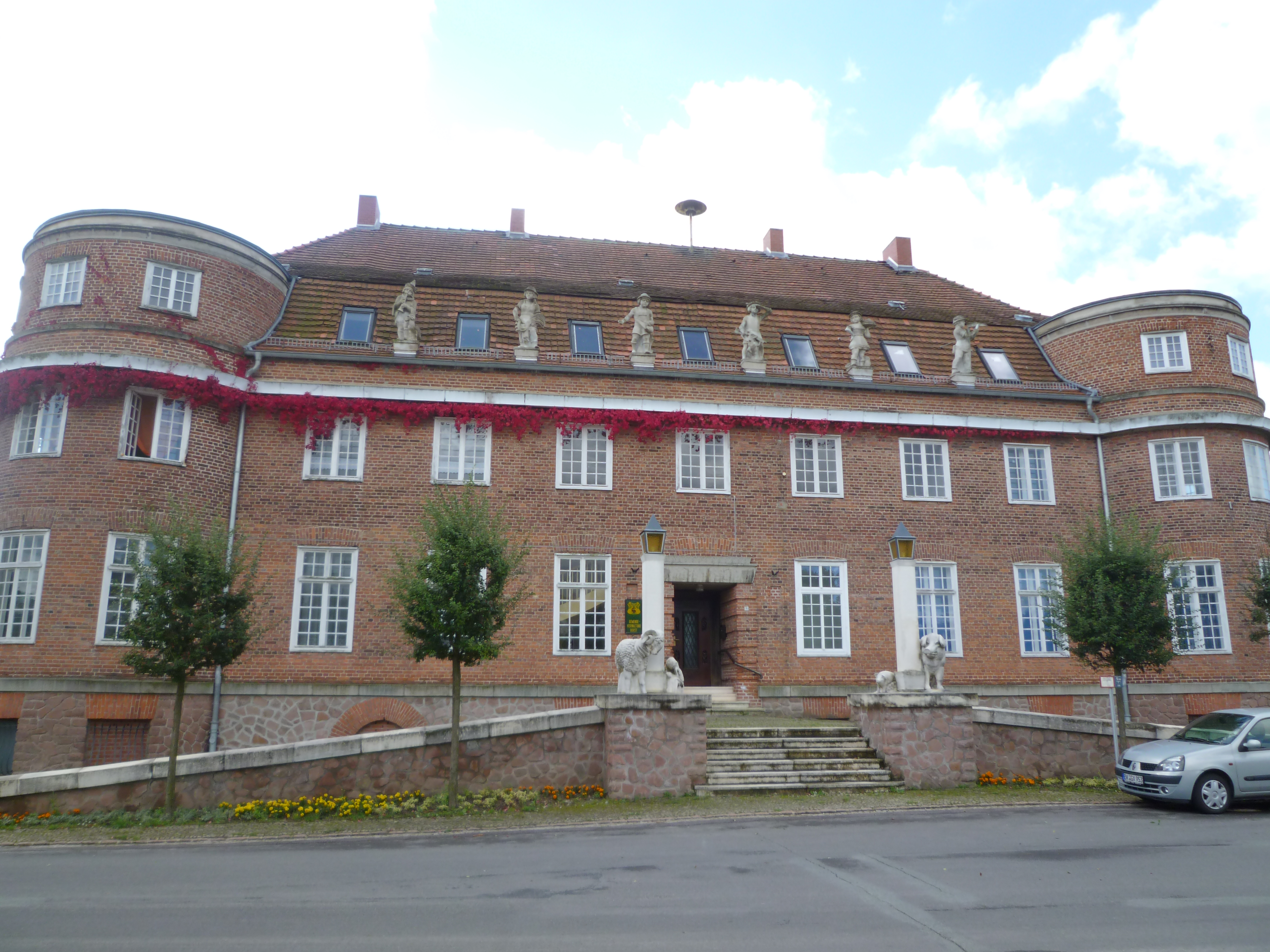
Das Schloss in Dorst
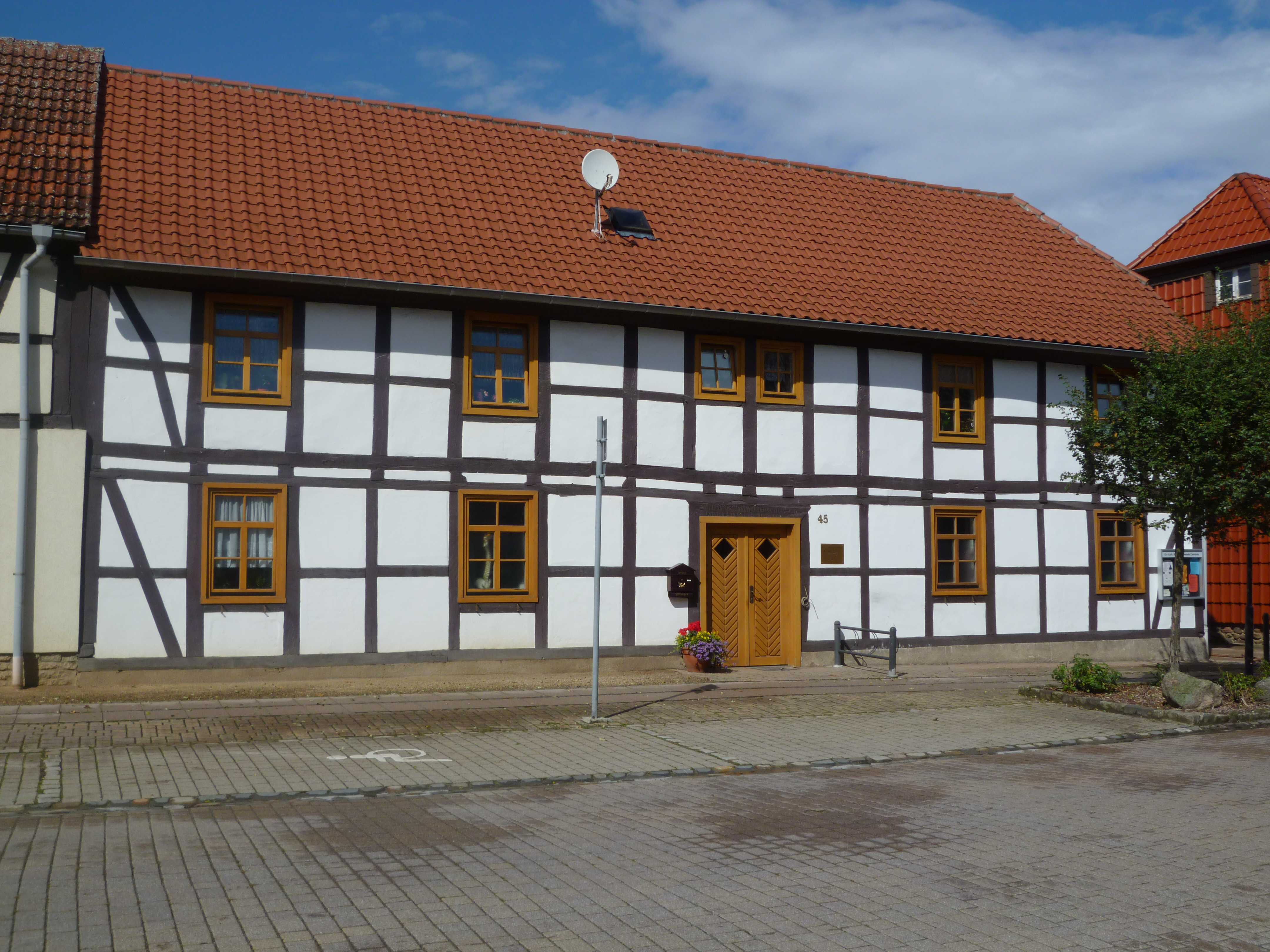
St.-Georg-Hospital
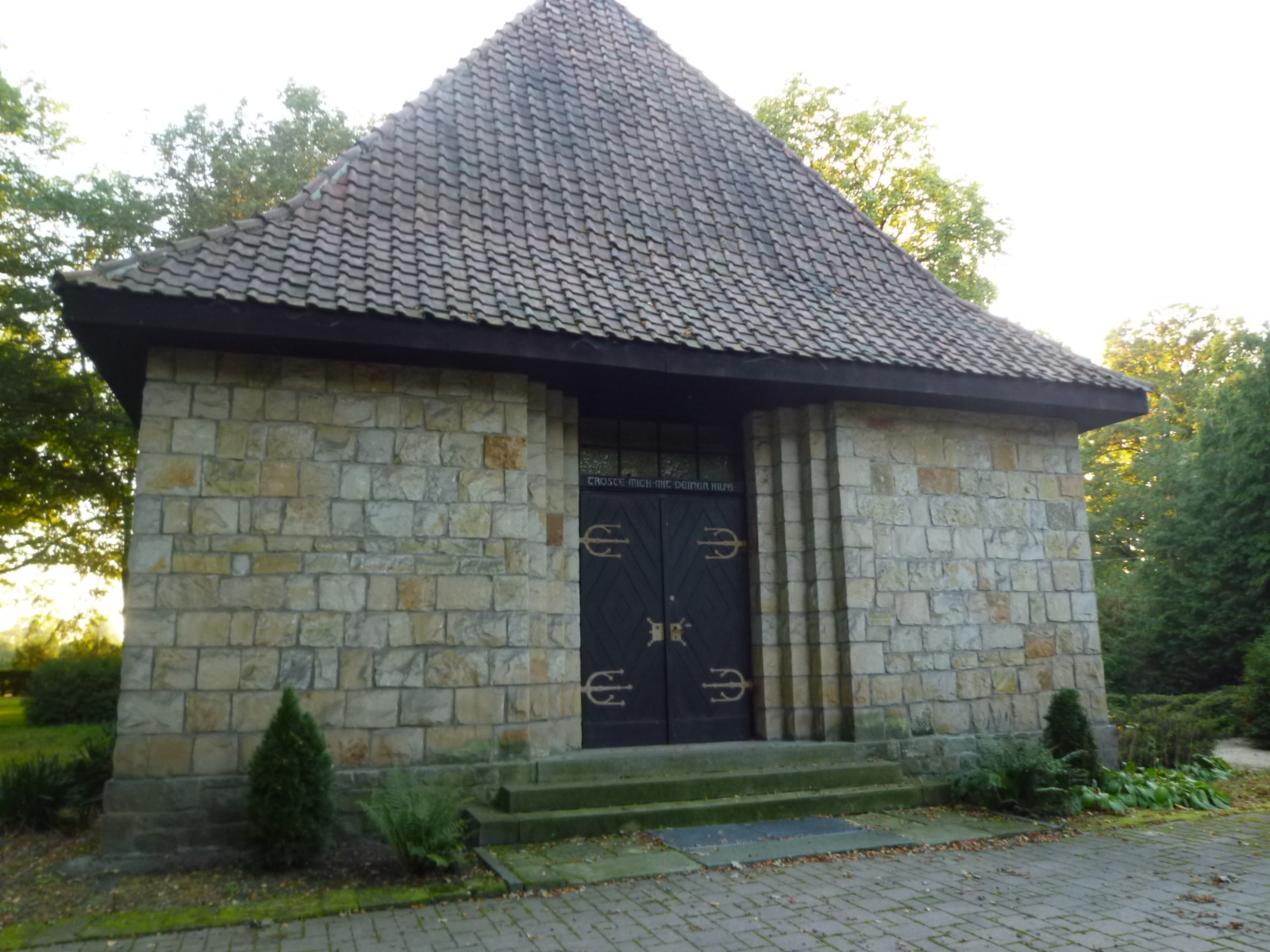
Friedhofskapelle von 1927
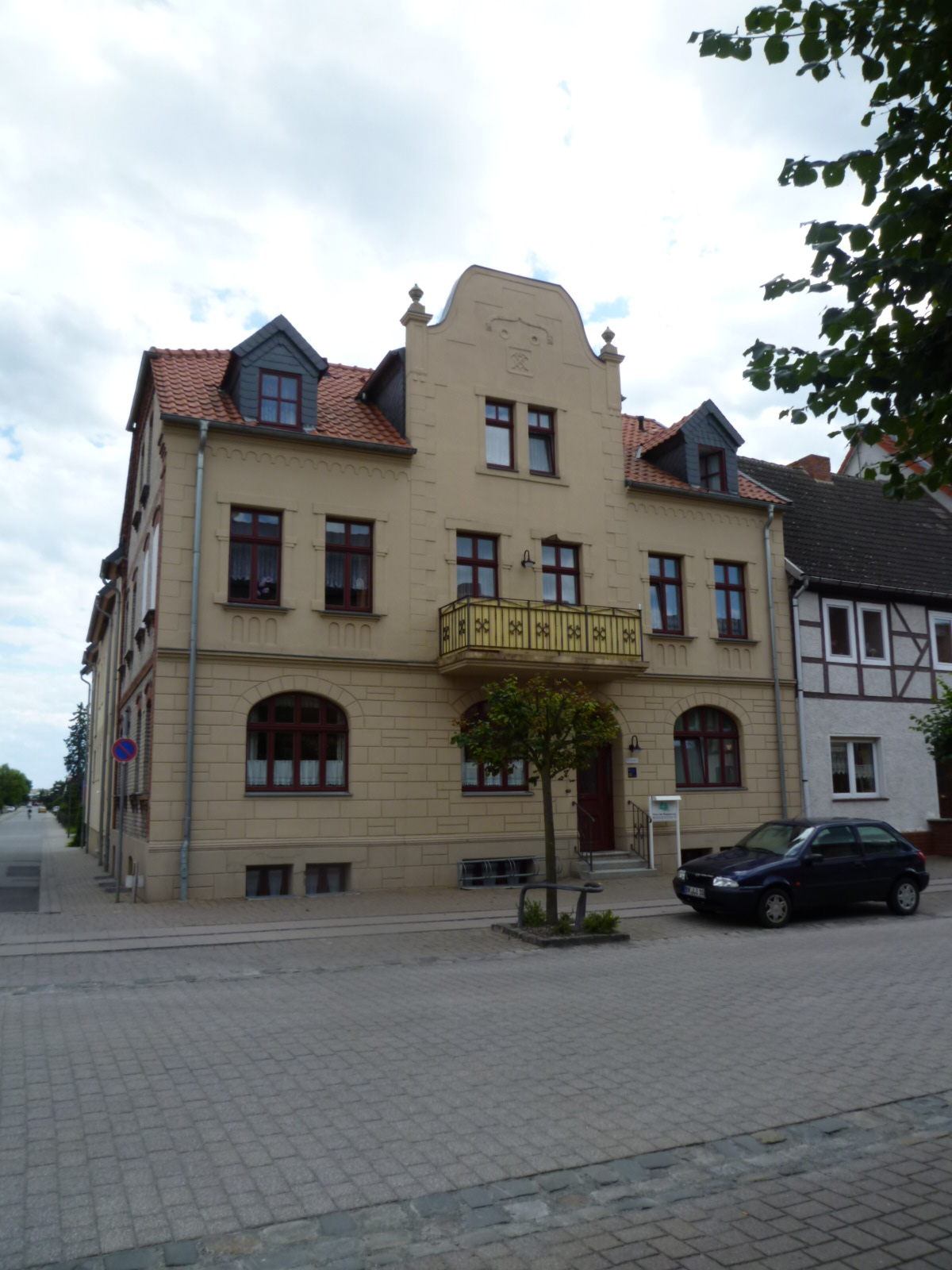
Haus der Begegnung
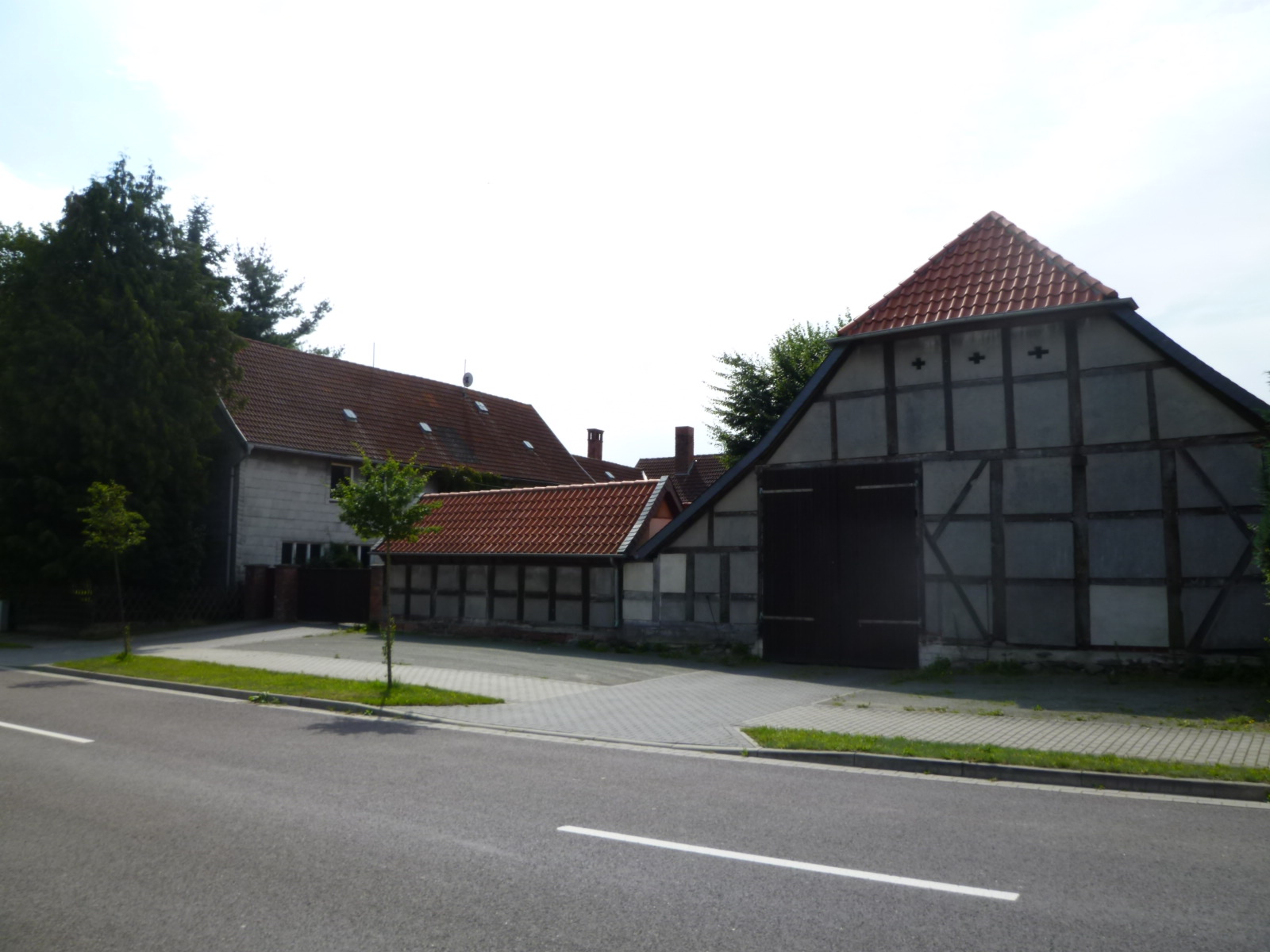
Herzogliche Försterei

### Denkmäler

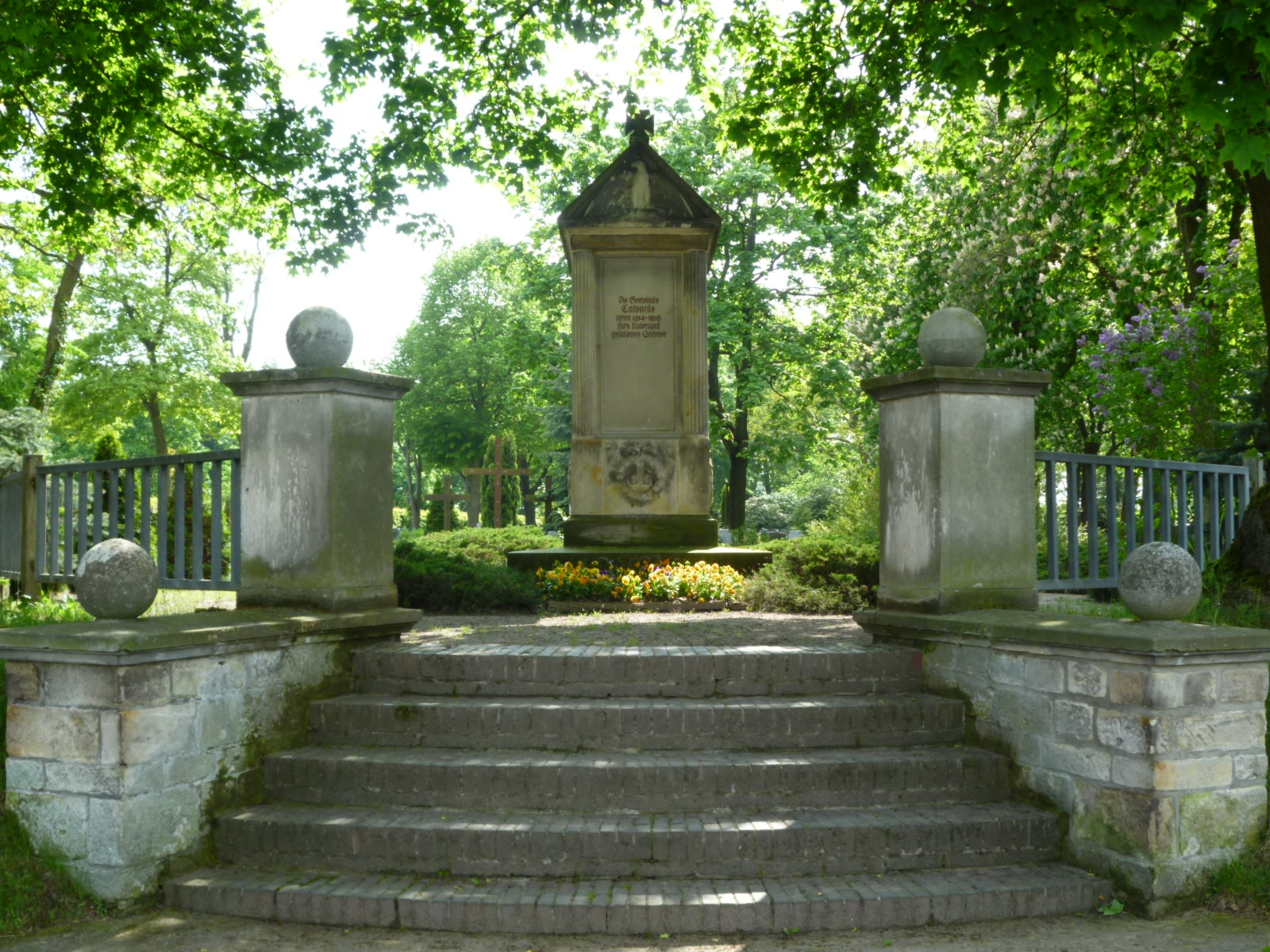
Kriegerdenkmal (Erster Weltkrieg) in Calvörde

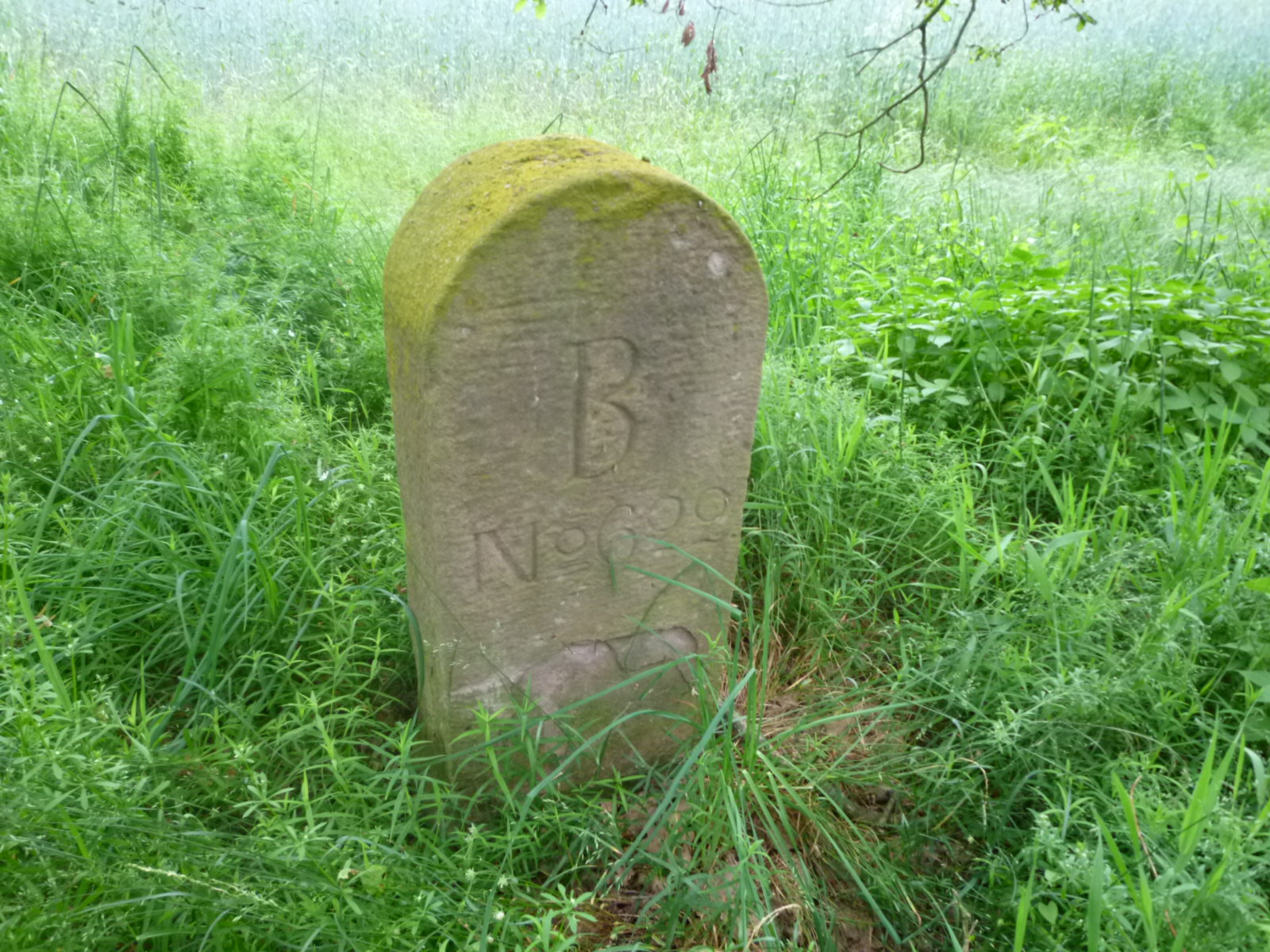
Grenzstein unweit der Klaren Grete

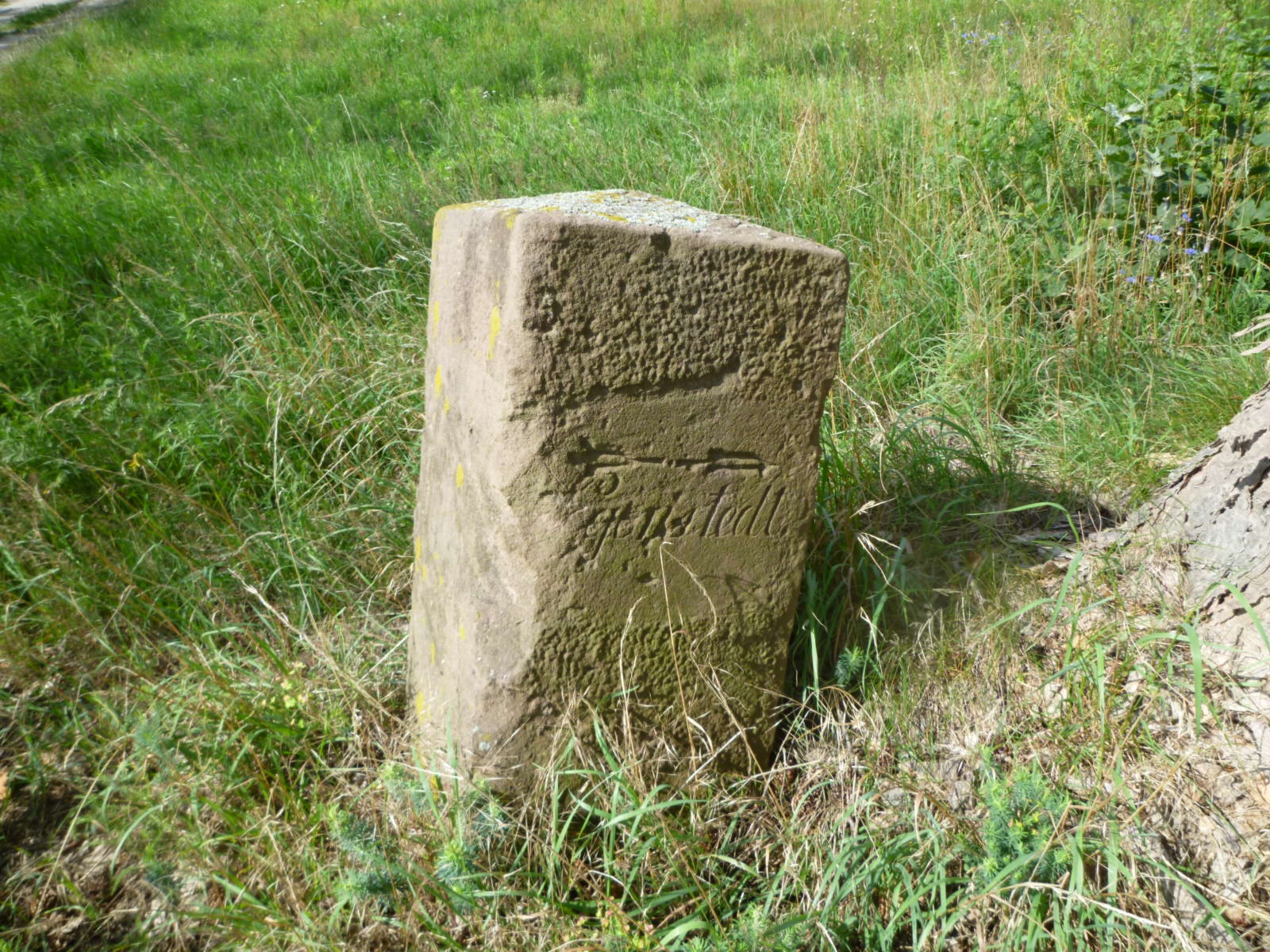
Verkehrsdenkmal, Wegweiser Richtung Wegenstedt

- Großer Gedenkstein auf dem Marktplatz, erinnert an die Deutsche Reichsgründung 1871, wiegt 22 Tonnen und ist ein Naturdenkmal. Er wurde am 9. März 1913 errichtet zur Hundertjahrfeier gegen die napoleonische Fremdherrschaft. Er hält zusätzlich eine Gedenktafel für die Deutsche Einheit 1990.
- Kleiner Gedenkstein am Zimmerplatz, erinnert an die Deutsche Reichsgründung 1871.
- Das Kriegerdenkmal Calvörde, wurde 1922 auf dem Calvörder Friedhof errichtet. Des Weiteren befinden sich Kriegerdenkmäler in den Ortsteilen, wie in: Mannhausen, Velsdorf, Klüden, Berenbrock (Calvörde) und Elsebeck
- Das Grabmal der Familie Vibrans, ein heimat- und ortsgeschichtliches denkmalgeschütztes Grabmal, besteht aus drei Grabplatten und einer Stele
- Neues Kriegsdenkmal für die Gefallenen des Zweiten Weltkriegs, befindet sich auf dem Friedhof in Calvörde
- Einheitsdenkmal vor dem alten Bahnhofsgebäude, erinnert an die Deutsche Wiedervereinigung 1990
- Zahlreiche Verkehrsdenkmäler (Wegweiser) wie: Wegweiser bei Calvörde, Wegweiser bei Velsdorf und der Wegweiser bei Zobbenitz
- Denkmal für den kleinen, nun versiegten, Fluss Klare Grete

### Sonstige Sehenswürdigkeiten
- Jüdischer Friedhof, liegt am Grieps, einem Waldgebiet rund einen Kilometer südlich vom Ortskern der Gemeinde Calvörde
- Gutspark, eine fünf Hektar große Parkanlage in Dorst[27]
- Evangelischer Pfarrhof Wegenstedt, ein sehr seltener vollständiger Pfarrhof aus dem 16. Jahrhundert
- Sehenswert sind die Grenzsteine rund um das ehemalige Amtsgebiet Calvörde, ihre Formen sind völlig unterschiedlich. In der Calvörder Heimatstube steht ein alter Grenzstein mit Preußenadler, der jüngste Stein ist aus dem Jahr 1854 und steht unweit der Klaren Grete am Rabenberg.
- Naturpark Drömling, im Norden des Gemeindegebietes, mit dem Drömlings-Informationshaus in Kämkerhorst
- Gedenktafel am Amtsgericht für den Kunsthistoriker Wilhelm von Bode
- Zahlreiche Stolpersteine auf dem Marktplatz

Eine Liste aller geschützten Kulturdenkmale findet man hier: Liste der Kulturdenkmale in Calvörde

### Jüdischer Friedhof

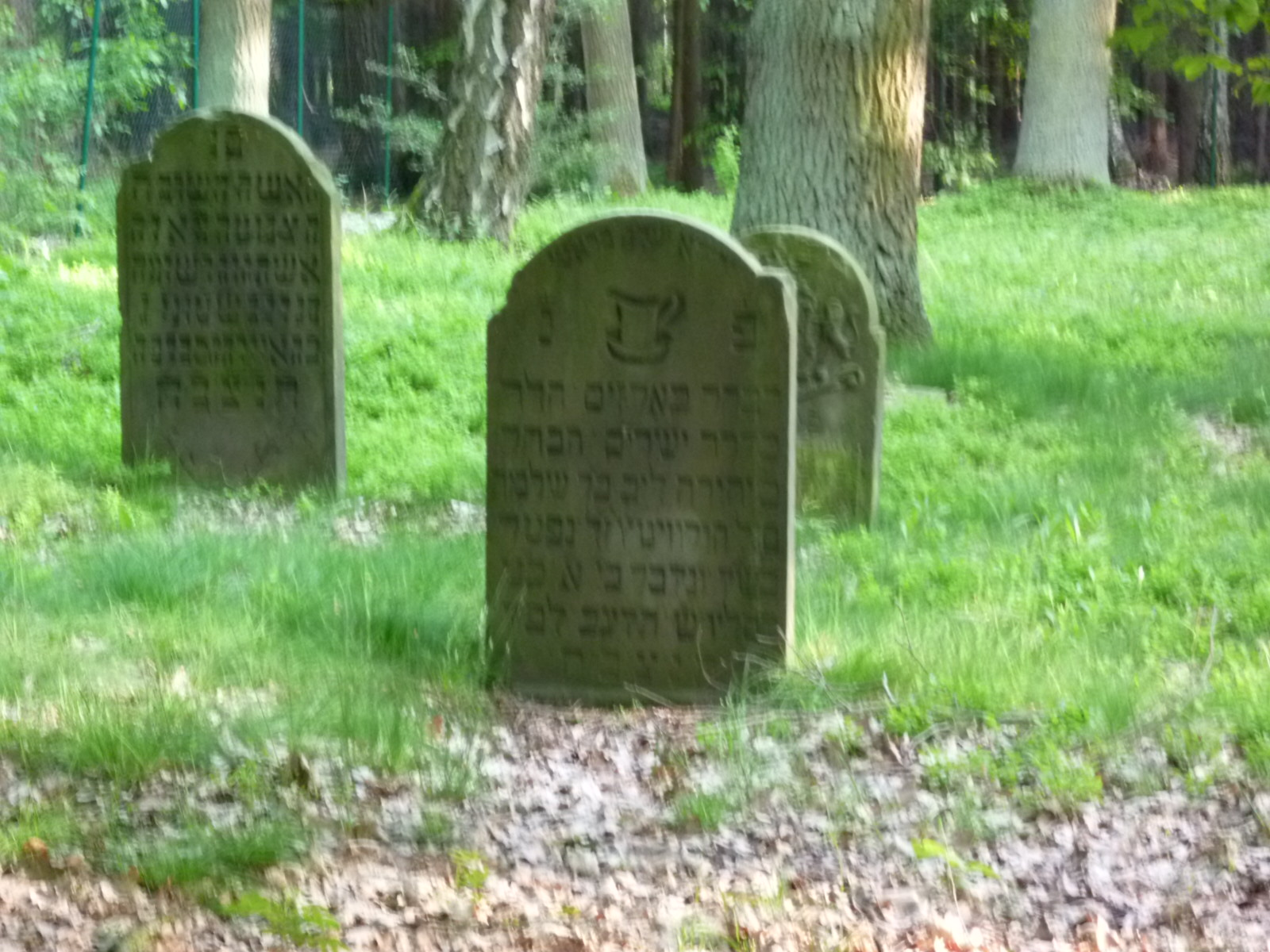
Grabsteine auf dem Jüdischen Friedhof

Der jüdische Friedhof wurde vermutlich in der zweiten Hälfte des 18. Jahrhunderts in der Flur „Schäffertrift“ (oder „Jenseits der Schäferei“) angelegt. Diese befindet sich etwa 1 km südlich von Calvörde am Rande des Waldgebietes Grieps. Auf dem Friedhof sind noch sieben jüdische Grabsteine vorhanden. Davon sind zwei zerstört und drei stehen aufrecht. Der älteste noch lesbare Stein ist von 1787, der jüngste von 1866. Die Friedhofsfläche umfasst 450 m². Das Grundstück wird durch einen etwa 50 cm tiefen Graben begrenzt. Obwohl es kaum sichtbare Überreste auf dem Friedhof gibt, kam es 1982 und 1983 zu Grabschändungen. 1984 wurde der Friedhof wieder hergerichtet; die Grabsteine wurden wieder aufgerichtet.
Siehe auch: Jüdische Gemeinde Calvörde

### Gedenkstätten

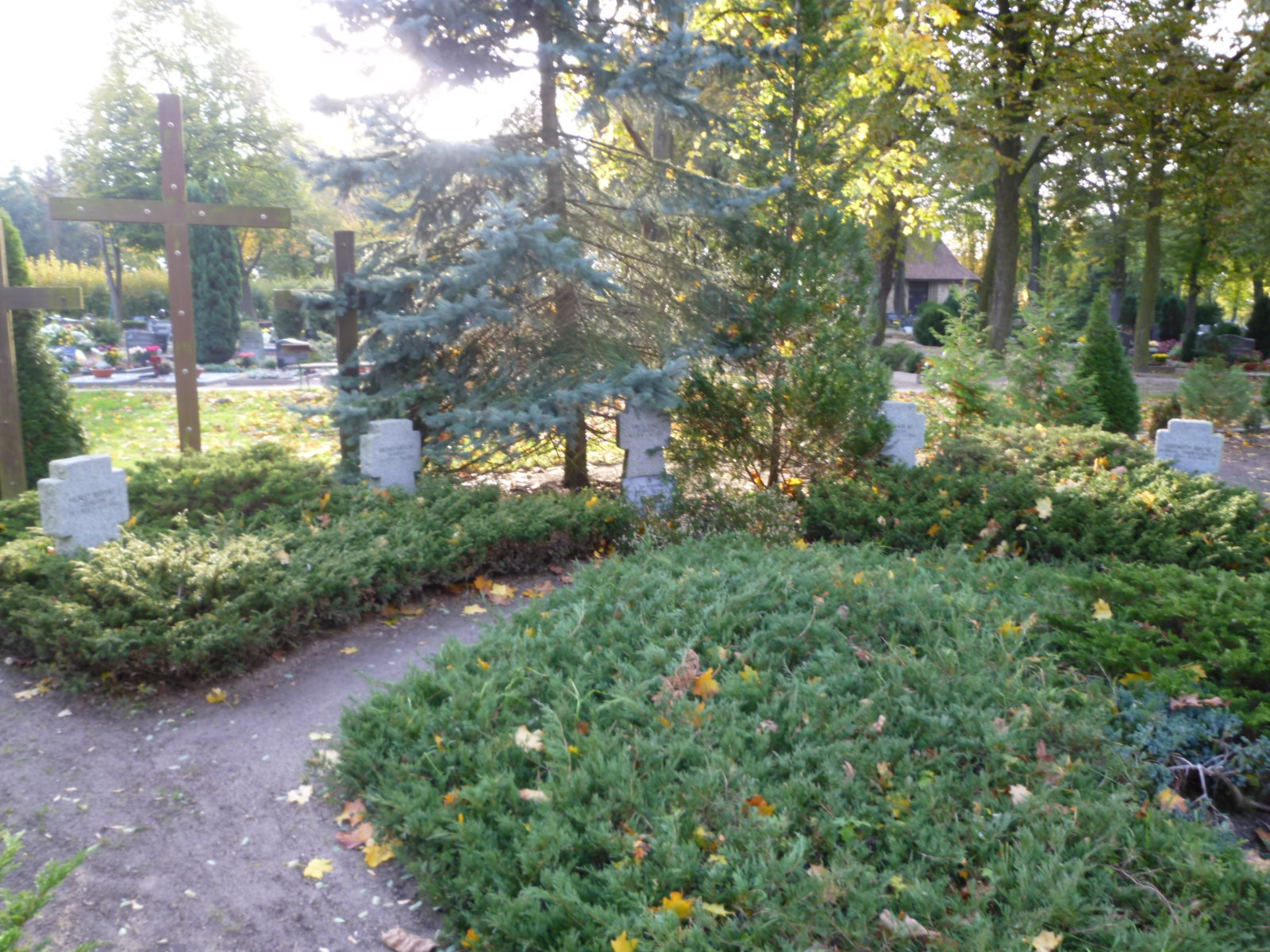
Gedenkstätte für fünf tote Soldaten aus Calvörde

- Auf dem Calvörder Friedhof wurde eine Gedenkstätte für fünf Calvörder Soldaten errichtet, die im Zweiten Weltkrieg ums Leben gekommen waren.
- In Wegenstedt gibt es zwei Grabstätten für zwei namentlich bekannte Männer, einen Ukrainer und einen Franzosen, die während des Zweiten Weltkrieges nach Deutschland verschleppt und Opfer von Zwangsarbeit wurden.[28]

### Naturschutzgebiete, Seen und Teiche

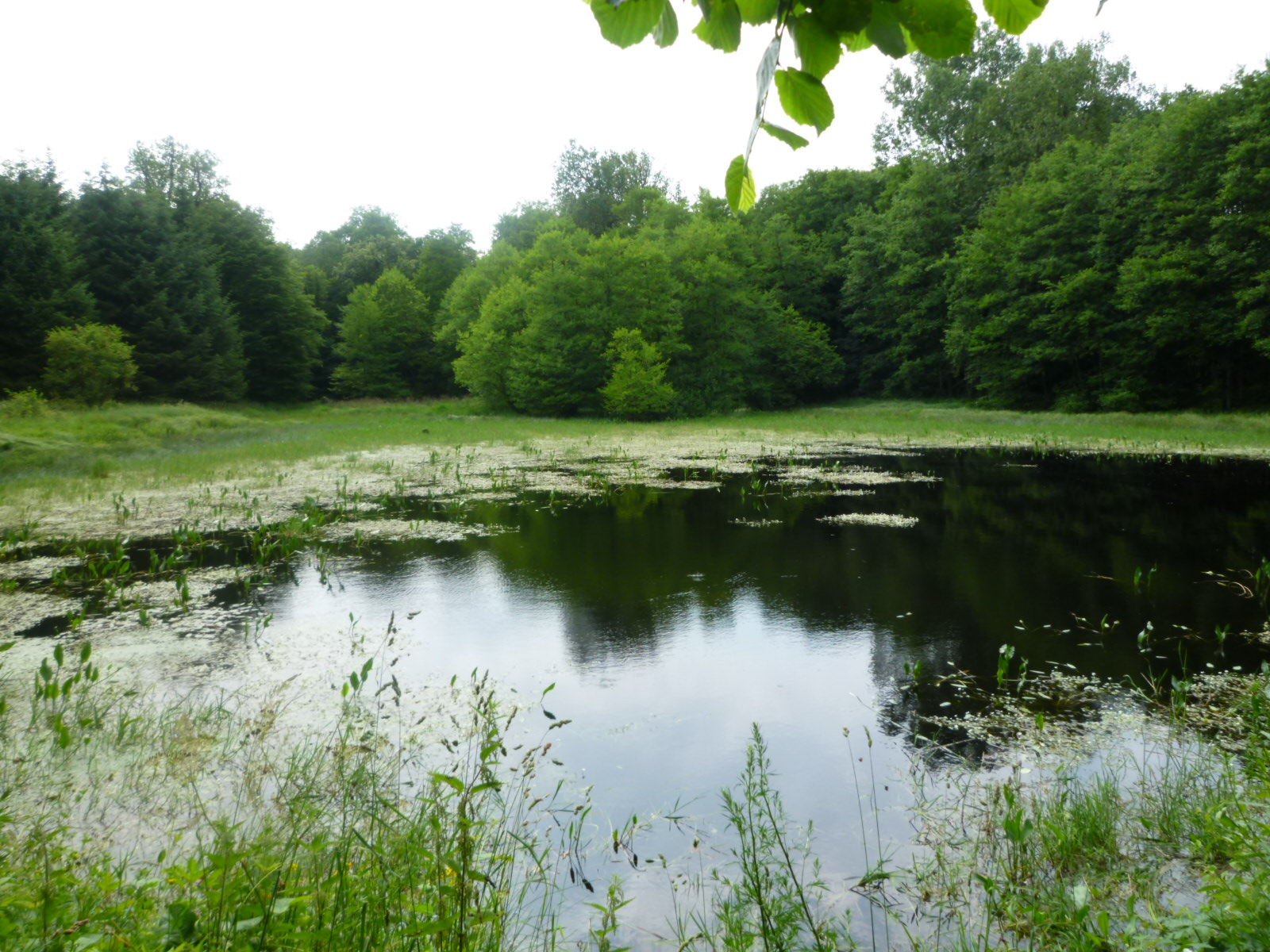
Der Isernhagen See in Calvörde

Im Gemeindegebiet gibt es drei geschützte Gebiete, den Naturpark Drömling (mit der Flachwasserzone Mannhausen) im nördlichen Teil der Gemeinde, die Klüdener Pax-Wanneweh, die sich zwischen den Ortsteilen Lössewitz und Zobbenitz bis kurz vor Uthmöden erstreckt und das größte Naturschutzgebiet des Landes Ohre-Drömling. Außerdem befinden sich mehrere kleine Seen und Teiche in der Gemeinde, unter ihnen der Isernhagen See, Silbersee und der Wegenstedter Teich. Alle drei liegen östlich vom Marktflecken Calvörde, die beiden Letzteren sind für den Angelsport ausgelegt.

### Natur-Damwild-Gehege Torfstich
An der Temps-Mühle befindet sich das einzige Bio-Damwildgehege Sachsen-Anhalts. Hier kann das Damwild, im naturnah gestalteten Areal, aus nächster Nähe im Herdenverband beobachtet werden.

### Langer Berg
Der Lange Berg (ein Calvörder Berg) westlich von Calvörde, gehört zu den bekanntesten Ausflugszielen der Bewohner aus der Region, hier befinden sich mehrere Naturrodelbahnen die im Winter aktiv genutzt werden.

## Kultur
Calvörde verfügt traditionell und aktuell über ein vielfältiges Vereinsleben. Die Krönung der Vereinsfeste war vor dem Zweiten Weltkrieg das große Schützenfest am 2. und 3. Pfingsttag. Der Braunschweigische Landwehrverein Calvörde wurde 1871 gegründet und beging das 60-jährige Bestehen mit festlichen Tagen im Juni 1931. Jeder Verein feierte sein Sommerfest und veranstaltete im Winter einen Vereinsball. Im und nach dem Zweiten Weltkrieg verschwand diese Kultur mehr und mehr. Zur DDR-Zeit hat der Dorfklub das Vereinsleben gestaltet. Im Jahr 2007 verfügten die Calvörder Vereine über ca. 1000 Mitglieder. Heute gestalten die Vereine die meisten öffentlichen geselligen Veranstaltungen wie: Aufstellung des Maibaums auf dem Marktplatz; Feier des Erntedankfestes mit Gottesdienst im Grieps; Weihnachtsmarkt am 1. Advent auf dem Marktplatz. In der Gaststätte „Goldener Löwe“ steht ein Saal für Vereins- und Familienfeiern zur Verfügung. Höhepunkt des Vereinslebens sind die jährlich im Juni stattfindenden dreitägigen „Calvörder Festtage“. Sie werden wechselseitig von den Vereinen veranstaltet, auf dem Marktplatz, im Grieps oder auf dem Gelände der Feuerwehr und nach dem Zusammenschluss mit den umliegenden Gemeinden auch in den Dörfern.

### Vereine

#### Calvörder Feuerwehrverein 1863 e.V.
Im 1863 gegründeten Feuerwehrverein treffen sich die aktiven und die ehemaligen Feuerwehrleute, Unterstützer und andere Interessierte auf familiärer gesellschaftlicher Basis. Im Jahr 2008 wurde das 145-jährige Jubiläum in Form der Calvörder Festtage gefeiert. Eine Weihnachtsfeier auf dem Saal des Feuerwehrhauses und ein winterliches Grillfest im Wald gehören zum jährlichen Vereinsprogramm.

#### Calvörder Karnevalsclub e.V. (CKC)
Der Verein wurde 1977 gegründet. Etwa 120 Mitwirkende und ehrenamtliche Helfer sorgen für gelungene Veranstaltungen. Buntgekleidete Besucher füllen die zur Fastnachtszeit karnevalistisch ausgerichtete Mehrzweckhalle und genießen lustige Stunden. Die Calvörder Karnevalisten sind auch in der Umgebung begehrt. Prunksitzungen des Karnevalvereins finden zum Jahresanfang u. a. im benachbarten Potzehne statt.

#### Heimatverein Calvörde e.V.
Der 1994 als „Förderkreis der Heimatstube Calvörde e. V.“ gegründete Verein wurde 2001 in „Heimatverein Calvörde e. V.“ umbenannt. Der Verein betreibt in mehreren Räumen des ehemaligen Amtsgerichtes die „Heimatstube“ mit Ausstellungen, Archiv und Bibliothek. Weitere Aktivitäten sind Vortrags- und Festveranstaltungen.

#### Reit- und Fahrverein Calvörde e.V.
Im Jahr 1922 wurde der „Reit- und Fahrverein Calvörde e. V.“ gegründet. In der DDR wurde daraus die Sektion Pferdesport im BSG Traktor Calvörde. Nach der politischen Wende gründete sich der Verein neu. Ein jährlicher Höhepunkt ist das deutschlandweit ausgeschriebene Springturnier mit über 1000 Startern, darunter bekannten deutschen Springreitern. Bis zum Jahr 2006 war es ein Spring-, Reit- und Fahrturnier Austragungsort ist der Forstort Grieps. Der Reit- und Fahrverein ist Pächter des Reitstadions.

#### Chorgemeinschaft Calvörde e.V.
Im Jahr 1956 wurde ein Männerchor gegründet, ein Jahr später ein Frauenchor. Beide Chöre wurden 1958 zusammengeführt und daraus ist die Chorgemeinschaft Calvörde e. V. geworden. Die Calvörder Chorgemeinschaft tritt mit den Chören aus Etingen und Satuelle als Gesangsverein Caletsa auf.

### Sport
- Mehrzweckhalle (Turnhalle) mit dazugehöriger Sportanlage
- Bundeskegelbahn
- Sportboothafen
- Forstort Grieps, besteht aus einem Fußballplatz und drei im Süden des Areals liegenden Reitersportplätzen

Außerdem befinden sich zahlreiche weitere Fußballplätze in den Ortsteilen, etwa in Klüden, Zobbenitz, Mannhausen, Velsdorf und Wegenstedt.

### Regelmäßige Veranstaltungen
Zur Kultur gehören zahlreiche Veranstaltungen, die meistens durch die örtlichen Vereine veranstaltet werden. Alljährlich erscheint ein Veranstaltungskalender mit allen Veranstaltungen innerhalb der Gemeinde. Die bekanntesten Veranstaltungen sind im Einzelnen:
- Calvörder Festtage
- Traditioneller Weihnachtsmarkt auf dem Marktplatz
- Springreitturnier im Forstort Grieps (Reiterstadion)
- Maibaumaufstellung auf dem Marktplatz
- Caletsa-Fest im Goldenen Löwen
- Osterfeuer in allen Ortsteilen
- Karnevalsveranstaltungen des CKC

### Museum
Das Heimatmuseum des Heimatvereins Calvörde e. V. beherbergt Zeugnisse aus der Geschichte des Marktfleckens vom Mittelalter bis hin zur heutigen Zeit. Dazu zählen Ausgrabungsstücke der Burg, des Fleckens und der wüsten Dörfer um Calvörde, eine Steinaxt, Kanonenkugeln, Tonscherben, Bilder, Kartenmaterial, Grenzsteine und ein Ortsmodell. Außerdem wird im Museum eine Dauerausstellung zum Drömling geboten.

### Freizeitangebot

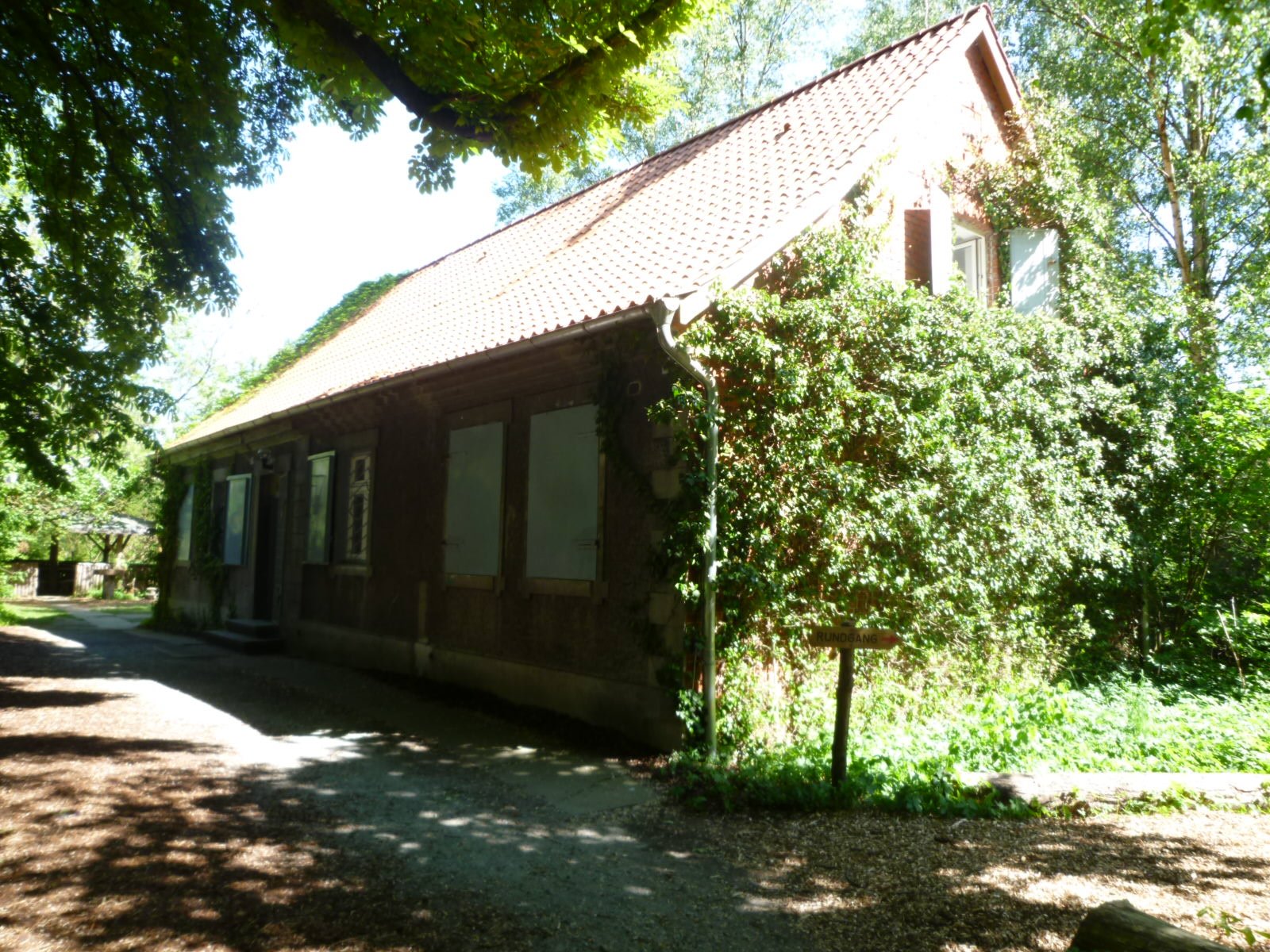
Drömlingsinformationshaus

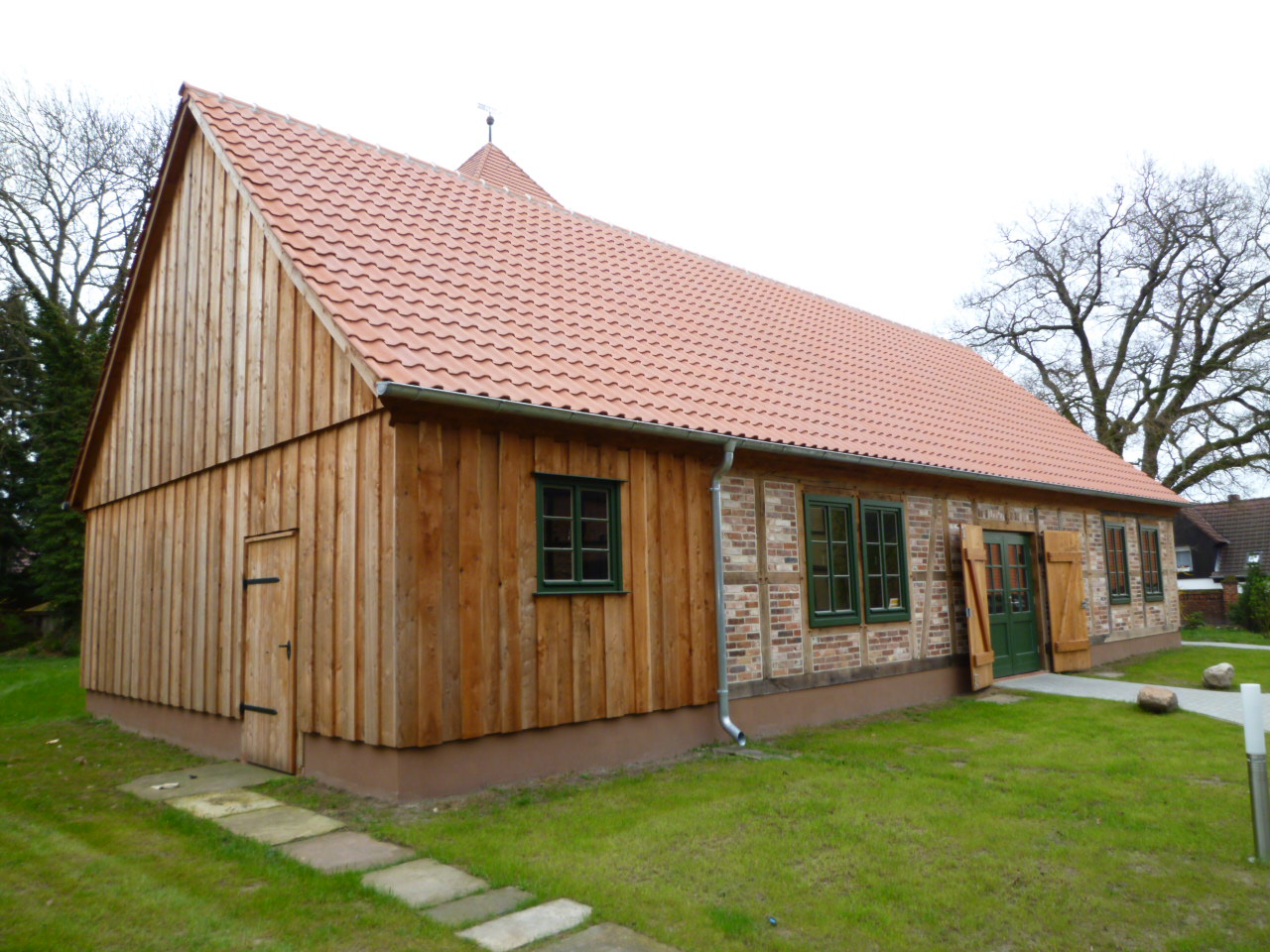
Geschichtswerkstatt

Zahlreiche Vereine stellen einen Teil der Kultur von Calvörde dar, des Weiteren gibt es Einrichtungen, die über die Kreisgrenze hinaus bekannt sind:

#### Drömlingsinformationszentrum Kämkerhorst
Weit über die Region hinaus ist das Drömlingsinformationszentrum Kämkerhorst bekannt. Der Freizeitpark stellt den Naturpark Drömling historisch und in der Gegenwart dar. Drömlingstypische Landschaftsbestandteile befinden sich in der Außenanlage, und zahlreiche Tiere lassen sich hier beobachten. Im Informationshaus befinden sich mehrere Tierpräparate und Informationstafeln zur Tier- und Pflanzenwelt des Drömlings. Seit 2011 gehört eine Biberburg zur Ausstellung und es werden Produkte angeboten.

#### Samuel-Walther-Geschichtswerkstatt
Die im Herbst 2011 eingeweihte Samuel-Walther-Geschichtswerkstatt ist eine Einrichtung, die sich mit der regionalen Geschichte und deren Erforschung beschäftigt. Sie befindet sich auf dem Wegenstedter Pfarrhof.

## Religion
In Calvörde sind die Religionsgemeinschaften der Evangelisch-lutherischen Landeskirche Braunschweig (St. Georg) und Evangelisch-lutherischen Landeskirche Mitteldeutschlands vertreten, sowie die katholische Pfarrei St. Christophorus des Bistums Magdeburg mit der Heilig-Kreuz-Kirche (siehe auch: Kirchen).

## Persönlichkeiten

### Söhne und Töchter der Gemeinde
Die Liste enthält eine Übersicht bedeutender, in Calvörde geborener Persönlichkeiten. Ob die Personen ihren späteren Wirkungskreis in Calvörde hatten oder nicht, ist dabei unerheblich. Viele sind nach ihrer Geburt weggezogen und andernorts bekannt geworden. Die Liste erhebt keinen Anspruch auf Vollständigkeit.
- Samuel Walther (1679–1754), Schriftsteller, Pädagoge, Historiker und Mitglied der Preußischen Akademie der Wissenschaft
- Gustav von Meyern-Hohenberg (1820–1878), Jurist, Intendant und Dramatiker
- Luise von Schlözer (1823–1907), deutsche Malerin
- Wilhelm von Bode (1845–1929), bedeutender Kunsthistoriker und Museumsfachmann
- Albert Tasse (1845–1910), Vorsitzender der jüdischen Gemeinde in Zerbst
- Emil Bodenstab (1856–1924), Apotheker und Heimatforscher
- Franz Bölsche (1869–1935), Musiker und Komponist
- Friedrich Voß (1872–1953), Ingenieur
- Wolfgang Bierstedt (* 1952), Politiker (Die Linke), 1994–1998 und 2002 Bundestagsabgeordneter

### Weitere Persönlichkeiten, die vor Ort gewirkt haben
- Andreas von Alvensleben (1495–1565), Burgherr in Calvörde und Anhänger der Reformation
- Julius (Braunschweig-Wolfenbüttel) (1528–1589), Fürst von Braunschweig-Wolfenbüttel, war zu Herbst und Winter mit Braunschweiger Hof in Calvörde ansässig
- Joachim Karl von Braunschweig-Wolfenbüttel (1573–1615), Hofhaltung und Wohltäter in Calvörde ab 1608
- Leonhard Christoph Sturm (1669–1719), Architekturtheoretiker und Baumeister, Neubau der Stadt Calvörde nach dem Stadtbrand von 1700
- Johann Friedrich Ludwig Günther (1773–1854), Außerordentlicher Professor in Helmstedt und Justizamtmann in Calvörde
- Ludwig Karl Eduard Schneider (1809–1889), Politiker und Botaniker
- Georg Friedrich Wilhelm Alers (1811–1891), Forstsachverständiger und Schriftsteller, verfasste ein Fachbuch über den Calvörder Forst
- Wilhelm Benedict Sigismund Heinrich Bode (1812–1883), war ein Politiker, Richter (Justizamtmann in Calvörde) und Reichstagsabgeordneter
- Georg Stölting (1836–1901), Schul- und Seminardirektor in Wolfenbüttel und Rektor in der Bürgerschule von Calvörde
- Ernst Karl Theodor Laves (1863–1927), Naturwissenschaftler, Apotheker und Chemiker
- Fritz Menzel (1867–1935), Ornithologe und Forstmeister
- Jürgen Wagner (1901–1947), Leiter der SS-Sportschule, SS-Brigadeführer und Generalmajor der Waffen-SS und Kriegsverbrecher
- Kurt Fehringer (1920–1983), war ein Lehrer und Hochschullehrer